# THE IDOLM@STERの登場人物
THE IDOLM@STERの登場人物（アイドルマスターのとうじょうじんぶつ）では、バンダイナムコエンターテインメントのゲーム『THE IDOLM@STER』、およびゲームに準拠した関連作品に登場する人物について記述する。

## 765PRO ALLSTARS

765プロダクションのロゴ

765プロダクション（ナムコプロダクション）に所属する13名のアイドル。アイドルの名前はゲーム内での本名であり、デビュー時にプレイヤーが別途ユニット名を決定し活動に関しては芸名を使うことになるが、レッスンやコミュニケーション時などメンバーとの会話では引き続き本名で呼ぶことになる。年齢と性格は特別オーディション「歌姫楽園」の参加条件に関係している。
イメージカラーも設定されており、ゲーム中では各キャラクターの私服やトレーニングウェア、Xbox 360版では一部のEXTEND衣装にも反映されているほか、オーディション参加者一覧のシルエットの背景色としても使用されている。アーケード版のセンターモニターでのランキング表示にも適用されている。
各キャラクターの私服はアーケード版から存在する物（カジュアル）と『SP』で新登場した物（ネクサスカジュアル）が存在する。『SP』ではゲームを1回クリアすることで出現する設定項目により旧私服を選択できる。『L4U!』（LIVE FOR YOU!）では新私服がEXTEND衣装として配信されている。『2』『ミリオンライブ!』『シアターデイズ』ではそれぞれ個別に新私服がデザインされ、それ以前の私服との切り替えはできなくなった。
『2』では1つ年齢を重ねており、『SP』から加わった我那覇響と四条貴音の2人を除いて私服が変わり、冬服が新たに登場。さらに一部のキャラの身長と体重、3サイズも変更されている。彼女達のネーミングは日本の軍艦や艦船に由来するが、星井美希以降は使われてない（ただし、『ミリオンライブ!』の一部のキャラクターについては、ネーミングの由来に再び日本の軍艦や艦船が使われていることが明言されている）。
各キャラクターの基本データについては以下の通り。

### 765アイドル基本データ一覧
- イメージカラーの欄でソートすると元の順序に戻る。（876アイドル一覧 / Jupiter一覧 / DIAMANT一覧も参照）

| 名前/読み/声                                       | 年齢/学年           | 身長          | 体重        | スリーサイズ | スリーサイズ | スリーサイズ | 血液型 | 誕生日 | 性格 | 一人称   | 主人公への呼称                                               |
|                                                    |                     |               |             |              |              |              |        |        |      |          | イメージカラー                                               |
| -------------------------------------------------- | ------------------- | ------------- | ----------- | ------------ | ------------ | ------------ | ------ | ------ | ---- | -------- | ------------------------------------------------------------ |
| あまみ はるか 天海 春香 声：中村繪里子             | 16→17 高1→高2       | 158cm         | 45kg ↓ 46kg | 83           | -56 ↓ -56    | -80 -82      | O型    | 4/3    | 元気 | 私       | プロデューサーさん 赤                                        |
| きさらぎ ちはや 如月 千早 声：今井麻美             | 15→16 高1→高2       | 162cm         | 41kg        | 72           | -55          | -78          | A型    | 2/25   | 大人 | 私       | プロデューサー 青                                            |
| はぎわら ゆきほ 萩原 雪歩 声：長谷優里奈 →浅倉杏美 | 16→17 高2→高3       | 154cm ↓ 155cm | 40kg ↓ 42kg | 80 81        | -55 ↓ -56    | -81          | A型    | 12/24  | 大人 | 私       | プロデューサー 白                                            |
| たかつき やよい 高槻 やよい 声：仁後真耶子         | 13→14 中1→中2       | 145cm         | 37kg        | 72 74        | -54 ↓ -54    | -77 -78      | O型    | 3/25   | 元気 | 私       | プロデューサー オレンジ                                      |
| あきづき りつこ 秋月 律子 声：若林直美             | 18→19 高3→高卒      | 156cm         | 43kg        | 85           | -57          | -85          | A型    | 6/23   | 度胸 | 私       | プロデューサー プロデューサー殿 緑                           |
| みうら あずさ 三浦 あずさ 声：たかはし智秋         | 20→21 短大卒        | 168cm         | 48kg        | 91           | -59          | -86          | O型    | 7/19   | 大人 | 私       | プロデューサーさん 紫                                        |
| みなせ いおり 水瀬 伊織 声：釘宮理恵               | 14→15 中2→中3       | 150cm ↓ 153cm | 39kg ↓ 40kg | 77           | -54          | -79          | AB型   | 5/5    | 度胸 | 私       | あんた プロデューサー ピンク                                 |
| きくち まこと 菊地 真 声：平田宏美                 | 16→17 高2→高3       | 157cm ↓ 159cm | 42kg ↓ 44kg | 73 75        | -56 ↓ -57    | -76 -78      | O型    | 8/29   | 度胸 | ボク     | プロデューサー 黒                                            |
| ふたみ あみ 双海 亜美 声：下田麻美                 | 12→13 小6→中1       | 149cm ↓ 158cm | 39kg ↓ 42kg | 74 78        | -53 ↓ -55    | -77          | B型    | 5/22   | 元気 | 亜美     | 兄ちゃん 黄色                                                |
| ふたみ まみ 双海 真美 声：下田麻美                 | 12→13 小6→中1       | 149cm ↓ 158cm | 39kg ↓ 42kg | 74 78        | -53 ↓ -55    | -77          | B型    | 5/22   | 元気 | 真美     | 兄ちゃん 黄色                                                |
| ほしい みき 星井 美希 声：長谷川明子               | 14→15 中2→中3       | 159cm ↓ 161cm | 44kg ↓ 45kg | 84 86        | -55 ↓ -55    | -82 -83      | B型    | 11/23  | 度胸 | ミキ     | そこの人/Pさん プロデューサー プロデューサーさん ハニー 若草 |
| しじょう たかね 四条 貴音 声：原由実               | 17→18 通って いない | 169cm         | 49kg        | 90           | -62          | -92          | B型    | 1/21   | 大人 | わたくし | あなた/あなた様 プロデューサー えんじ色                      |
| がなは ひびき 我那覇 響 声：沼倉愛美               | 15→16 高1→高2       | 152cm         | 41kg        | 86 83        | -58 ↓ -56    | -83 -80      | A型    | 10/10  | 元気 | 自分     | 君/765プロ プロデューサー 浅葱色                             |

### 天海 春香（あまみ はるか）
声：中村繪里子
『THE IDOLM@STER』におけるメインヒロイン的立場の少女。趣味はカラオケ、お菓子作り、長電話。幼い頃から歌を歌うこととお菓子作りが大好き。常に前向きかつ素直で優しい性格だが、感情が高ぶると手がつけられなくなるらしい。少し天然でドジっ娘な面があり、地面に何も無い所でもよく転ぶ。実家から始発電車で2時間かけて通勤している。また、実家には祖母が居るらしい。『シアターデイズ』では出身地が神奈川県であることが明言された。
亜美・真美につけられた愛称は「はるるん」。やよいや愛には「春香さん」と呼ばれ慕われている。
チャームポイントは髪に結んだ2つのリボン。決まった口癖はないが、ゲーム中で発する台詞「プロデューサーさん、○○○ですよ、○○○!」は『THE IDOLM@STER』関連の他ジャンルやステージイベントで頻繁に流用されており、更にはタイトルを代表するものとなっている。
基本パラメーターは平均的だがダンスがやや低め。運動は好きだが得意ではないと語っているものの、犬かきでプロデューサーのクロールに勝つという一幕もある。
他のアイドルに対して基本的に呼び捨てだが、年上には「さん」付け、千早・響・876プロのメンバーには「ちゃん」付けで呼んでいる。『DS』では愛を876プロへ紹介したり、オーディションで愛をたしなめたりしている。
カラーイラストでは一貫して緑色の瞳をしているが、アーケード版のゲーム中のみ茶色の瞳になっている（Xbox 360版以降はゲーム内も緑色）。また、初期のメディアミックスでも茶色の瞳をしている作品がある。漫画『アイドルマスター』が該当し、単行本の扉絵は瞳が茶色になっている。
お菓子づくりが得意というのは共通の設定だが、普通の料理については作品ごとに描写が分かれる。『DS』の愛編ではコロッケが作れると語っているが、『2』では母親がついていないと上手くいかないとされており、テレビアニメ版第4話では料理番組の収録で料理が苦手な千早をカバーしながら誰の補助もなく難なく料理をこなしている。得意のお菓子作りも自分のドジが原因で失敗することがたまにあるらしく、『MASTER ARTIST 01』では春香がドジをすることを織り込み済みの対応をしたやよいに対し怒るというシーンも見せている。
アニメ版では千早と関わる描写が多く、千早に行動を起こさせるきっかけになることが多い。特に千早がショックで歌えなくなった時も献身的に通いつめて歌声を取り戻させるきっかけを作った。劇場版ではリーダーとして抜擢される。バックダンサーの矢吹可奈との関わりが多く、可奈がアイドルを目指すきっかけを作っている。
性格的には、逆境の中でも決してあきらめず、また仲間を気遣い、励ますなど、とても前向きで明るい（善澤記者には「良い意味で楽天的」）人物として描かれる。
『シンデレラガールズ』では招待キャンペーンやコンプガチャの特典、および『SHINY FESTA』の初回封入特典として登場し、ガチャで入手することはできない。いずれの方法もキャンペーンやイベントがすでに終了しているため、入手が困難になっている。
漫画『The world is all one !!』のメインキャラクターの1人。響と雪歩と共にユニット「SprouT」（スプラウト）を結成している。
『ミリオンライブ!』では趣味であった「お菓子作り」は特技へと変更され、新たに好きなもの「歌うこと」が追加された。漫画版『ミリオンライブ!』では、未来がアイドルとなるきっかけを作っている。
『SideM』ではアニメ版の前日譚「episode of Jupiter」に登場する。劇場版で描かれたJupiterとのシーンが別の視点から描かれており、Jupiterが315プロに移籍する一つのきっかけにもなっている。

### 如月 千早（きさらぎ ちはや）
声：今井麻美
青味のかかった黒髪のロングヘアが特徴的な少女。真面目で、ストイックな性格。趣味は音楽鑑賞（クラシック）、トレーニング、写真撮影。抜群の歌唱力を持ち、自身も歌を愛しているが、「歌以外に失って困るものは無い」と言うほど固執している節がある。将来は歌手（ヴォーカリスト）として生きていきたいと希望しており、アイドル活動はその腰掛け程度にしか考えていない。それゆえ当初はグラビア撮影などの歌に関係の無い仕事を軽視している。また、胸が小さいことを気にしている描写がある。
『DS』では超一流アイドルとして日本国外で活動している。性格はだいぶ軟化したようで、超有名歌番組『オールド・ホイッスル』には「番組史上初のアイドル」として出演している。武田には何度か作曲依頼をしているものの、はぐらかされている。また、自分の興味のないことに関しては微妙な態度をとることが見受けられる描写がある。
元々根は朗らかで優しい性格だったが、弟の交通事故死を境に家族関係が悪化したことにより現在の性格が形成され、その性格ゆえに他人に対して寛容でない態度を取ることがあり、友人もあまり多くはない。特に学校で所属している合唱部では歌に対する認識の違いから他の部員と対立し、以来部活動には実質的に参加していない。しかし、プロデューサーや他のアイドルとの交流を通じて次第に元の性格を取り戻していく。また、笑いのツボがずれているらしく、他の人にはあまり受けないギャグに一人笑う場面もあるが、基本的にはそれらで笑うことはない。
他のアイドルに対しては基本的に呼び捨てだが、雪歩・やよい・伊織・響・貴音・876メンバーには名字に、あずさには名前にそれぞれ「さん」付けで呼ぶ。『MASTER LIVE 02』トークパートではモノローグで雪歩を呼び捨てにしており、真と共に呼び捨てで一喝した。小説版ではこの辺の理由について、律子に対しては千早が律子たちと打ち解けられるように律子が提案し、雪歩に対しては上級生にあたるからという描写がされている。
基本パラメーターはボーカル突出型だが、他2つも高水準で、総合的にも能力値は最高水準な反面、テンション管理は非常に難しい。
2002年のAMショーで参考出展されていたときのポップなどで名前が律子と逆になっていたが、これは総合ディレクターだった石原章弘によれば単純ミスだったとのこと。
『2』では特に変化は見られないが、髪型が若干丸みを帯びた印象を受け、髪が腰まで届いている。また、弟の死が原因による精神的ショックで声が出にくくなり、喉に負担がかかる無理な歌い方をしているという設定が追加された。律子は、千早の歌唱力が高すぎて自分の手には負えない、として千早の竜宮小町入りを見送っている。
『シンデレラガールズ』では初期のタイプに「クール」を選ぶと最初のキャラクターとして登場し、プレイヤーが手に入れる最初のカードとなる。そのため、能力は本編とは異なりやや控えめの設定である。他のタイプでも運次第で登場しプレイヤーが使用できる。
テレビアニメ版では、春香と関わることが多く、料理が苦手という設定がある。また、両親は数ヶ月前に離婚し、自身はマンションの部屋で一人暮らしをしている。ゲーム同様に、序盤は言動が暗く、歌に固執していたが、中盤以降は事務所のメンバーやプロデューサーとの交流を通じて徐々に明るい性格を取り戻して、色々な仕事を受け入れ、またコミカルな一面も見せるようになる。第16話以降死亡した弟に関連するエピソードが劇中で散りばめられ、渋澤記者によって自身と死亡した弟に関する記事が雑誌に掲載されたショックで歌声が出なくなってしまう。アイドル活動を休止して自宅に引きこもってしまうが、千早の母が春香に託した弟のスケッチブックや、765プロのアイドル全員で作詞した新曲の『約束』、そして春香の手紙に励まされ、再び公の場に出ることを決心する。定例ライブで歌おうとするも客前で声が出ずにいたが、仲間たちが後押しするように一緒に歌ってくれたことにより再び歌声を取り戻す。これまで歌っている千早は笑顔を見せることはなかったが、歌っているときも笑顔を見せるようになった。
劇場版では母親との関係が改善され、アリーナライブに母親を招待している。また、アニメ版とは逆に千早が春香を励まし後押しする描写が多い。また、新たに写真撮影を始めており、視野も広くなっている。
漫画『眠り姫』のメインキャラクター。
漫画『The world is all one !!』では、貴音と共にユニット「花鳥風月」（かちょうふうげつ）を結成している。
『ミリオンライブ!』では趣味であった「トレーニング」は好きなものへと変更され、新たに特技「歌」が追加された。『シアターデイズ』では新たに出身地「東京都」が追加された。
私服は基本的に長ズボンだが、『L4U! 特典アニメ』ではスカートをはいている。
アイマスタジオ第238回で今井麻美の口から初期の設定に「実はロックが好きというものがあった」と語られた。

### 萩原 雪歩（はぎわら ゆきほ）
声：長谷優里奈（AC - DS）→ 浅倉杏美（2 -）
ボブヘアーの大人しい少女。臆病で悲観的な性格を変えるために一念発起してトップアイドルを目指す。ところがすぐ弱気になったり、泣いてしまったり、時には思いつめるあまりに変わった行動をしてしまう。特に激しく落ち込むと地面に穴を掘って埋まりたがる癖があり、自作の穴掘りテーマソングも持っており、テレビアニメ版第5話では実際に歌っている。趣味はMY詩集を書くこと、日本茶、ブログ。瞳の色は茶色系統の色で描かれているが、『アイドルマスター プラチナアルバム』でのみ瞳の色が緑になっているイラストがある。
家庭はそれなりに裕福にして非常に厳格らしく、父親は雪歩のTV出演を見て激怒し765プロに抗議しようとする程とのことだが、雪歩が真剣にアイドルを目指していると理解するや、家の敷地内に専用のレッスンルームを建てるなど親バカな一面もあり、自身の休日には娘に悪い虫が付かぬように跡を付けたり、近付く軟派な男を殺意に近い威圧で追い払ったりしている。また、『SP』では雪歩が父親の名前を出すことで悪徳記者を撃退する描写があり、社会的権力がある模様。声優交代後のモバイル着ボイスとして配信されているものの中に雪歩が「萩原組社歌」を歌うというものがあり、その歌詞は建設業を想起させる内容となっている。後に『2』でのストーリーにおいて明確に建設業であるとされた。お茶を愛飲しており、特に緑茶が大好きで、食べ物は焼肉が好きである。苦手なものは男性と犬で、男性とは至近距離で会話が出来ず、犬に関してはチワワのような小型犬でさえ通り道にいると怖くて前に進めなくなる程。他にもエビのヒゲが苦手らしいが、ヘビに対しては全く動じない。また、お笑いは嫌いではないらしく、ツボにはまることもある。
ゲーム内では幾分ビジュアル特出傾向があるが、基本パラメータが全般的に低い上に、テンションが下がりやすい。序盤から中盤を苦戦しやすい晩成型。『First Stage』と『Kosmos, Cosmos』という、テクノポップ系の曲を持ち歌としている。また、『2』ではある条件を満たすと聞くことができる、専用の持ち歌『First Step』を持つ。
亜美・真美につけられた愛称は「ゆきぴょん」。名字を「荻原（おぎわら・おぎはら）」と誤記・誤読されることが多い。『SP』のストーリーモードでは「もう私なんて荻原でも良いですぅ〜」と落ち込むエピソードも実際に盛り込まれている。初期設定時の名前は「恵」だった。
年上のあずさ・律子・小鳥には「さん」付けであるが、年下の涼に対しても「さん」付けである。他のアイドルに対しては「ちゃん」付けで呼んでいる。
『2』では長谷の降板から、代役が見つからなければ登場がないことも考えられていたが、候補者の1人である浅倉の演じる雪歩が石原ディレクターから「違和感がない」と高く評価されたため、無事登場することとなった。人物設定では千早同様特に変化は見られないが、髪の毛が若干伸びている印象を受ける。
『シンデレラガールズ』では初期のタイプに「パッション」を選ぶと、最初に入手するカードとして登場しプレイヤーが使用可能になる。他のタイプでも運次第だが入手できる。
765プロアイドルの出身地は『シアターデイズ』がリリースされるまで基本的に不明であったが、雪歩はアーケード版の音声ブログにおいて「生まれも育ちも東京都足立区」と語っており、『シアターデイズ』でもその設定がそのまま踏襲されている。
テレビアニメ版ではゲームよりも犬と男性嫌いが強調されていたが、同じく犬が苦手なプロデューサーの奮闘により多少克服されている。性格が気弱なのは相変わらずであるが、765プロ1stライブ成功後は舞台にも出演するなど、新しいことに挑戦している様子。また、テンションが上がると暴走してしまう描写もある。劇場版ではアニメ本編での経験からバックダンサー達に対し先輩としての姿を多く見せており、自身の経験を七尾百合子・箱崎星梨花・望月杏奈の3人に語って聞かせている。なお、穴掘り癖は相変わらずで、横山奈緒曰く「いつもラジオで聞いているくだり」とのこと。
漫画『The world is all one !!』のメインキャラクターの1人。春香と響と共にユニット「SprouT」を結成している。
『ミリオンライブ!』では趣味であった「ブログ」は好きなものへと変更され、「日本茶」は特技「日本茶をいれること」へと変更された。

### 高槻 やよい（たかつき やよい）
声：仁後真耶子
明朗快活で家族思いの健気な少女。事務所内ではよく自主的に掃除やゴミ捨てをしている。父親の仕事が安定しないことと総勢7名という大家族のために、給食費の納入に支障をきたすほどに生活の余裕がない。アイドル活動も少しでも生活が安定するように、との思いで始めた。その甲斐あってか『DS』では生活環境が良くなった描写がある。
5人姉弟の長女で、妹が1人、弟が3人いる。それぞれ、かすみ（次女）、長介（長男）、浩太郎（次男）、浩司（三男）という名前である。家庭の中では多くの家事をこなしており、弟・妹の面倒見も非常に良い一方、幼い頃より長女として頼られることが多かったせいか、「甘えられる人」に対して強い憧れがあり、「自分も兄のような人が欲しい」と思っている。
趣味はオセロ、野球、家庭菜園。髪型はツインテール。私服はトレーナーで、ずいぶん長いこと着古しているのか襟首の部分などがかなりくたびれている。手を合わせるハイタッチや、お辞儀の際に両手を後ろに跳ね上げつつ頭を下げる仕草、「うっうー」という口癖が特徴的。また難しい漢字や横文字に弱く、読めなかったり、よく間違える。普段身につけているカエルのポシェットは自身の誕生日に春香からプレゼントで貰ったもので、名前はべろちょろという。
『1st Vision』では唯一自分の携帯電話を持っていないキャラクターとして設定されており、そのため「メール☆プリーズ」の間違いメールと引退後のメールは一切来ない。Xbox 360版では、携帯を事務所へ返却した後で社長からのメールの中に彼女のメッセージが書かれている。プロデュース中は事務所より携帯電話が貸与されるので、その間だけはメールがきちんと届く。『DS』では自分の携帯電話を持てるようになっていたが、『2』では相変わらず自分の携帯電話を持てないままである。
基本パラメーターはやや低めのバランス型で、減退が遅い晩成型。反面、テンション管理は非常に容易。
重度の高所恐怖症で、『L4U!』のアイドラや、携帯電話ゲーム「ハプニングロケ」、テレビアニメ版第6話などで窺える。
亜美・真美につけられた愛称は「やよいっち」。
なお彼女を演じる仁後は、「本来はもっと真面目なしっかり者のはずなのに、だんだんふわっとしたキャラクターに変質してきた」ことを指摘し、「ゆくゆくはもっとしっかりとした部分も見せられたらいい」と語っている。
春香同様、アーケード版とXbox 360版以降では瞳の色が異なっている（アーケード版は赤茶色、Xbox 360版以降はやや暗めの青緑色）。
他のアイドルに対して伊織、愛には「ちゃん」付け、亜美真美には呼び捨て、それ以外には「さん」付けで呼んでいる。また、年上であるが後輩なので「さん」付け・敬語は不要という本人たちの希望により、涼と夢子にも「ちゃん」付けで呼んでいる。
『2』では、ドラマCDやアイドラの「伊織と仲がいい」という設定がゲーム本編でも描かれている。浩三（四男）が新たに家族に加わり、6人兄弟・総勢8人の大家族を支えている。
『シンデレラガールズ』では初期のタイプが「キュート」のときに最初のアイドルとして登場し、他のタイプの場合でも運次第でプレイヤーが使用できる。アニメ版では、劇場版のエンディングで律子がプレゼンテーションを行っていた響・真美とのユニットが始動間近になっていることが第10話の背景の看板で明らかになっている。
テレビアニメ版では自宅での倹しい食生活の一端が明かされており、毎週木曜日は「もやし祭り」と称したもやしばかりの食事、毎月第3水曜日はちらし寿司の日と決まっており、ウニの代わりにプリンに醤油をかけて食べているとのこと。また、765プロ1stライブ成功後は自分の名前が冠された料理番組に出演するようになる。
漫画『The world is all one !!』では、真美と共にユニット「わんつ→ているず」を結成している。
『ミリオンライブ!』では趣味であった「家庭菜園」は特技へと変更され、新たに特技「節約」、好きなもの「家族」が追加された。『シアターデイズ』では新たに出身地「埼玉県」が追加された。
誕生日である毎年3月25日になると、やよい軒高槻店で行列ができる。これを受けて大阪府高槻市がやよいを「たかつき観光大使」に任命、高槻市営バスの1台に高槻やよいのラッピングを施し、「高槻やよいライナー」として運行している。

### 秋月 律子（あきづき りつこ）
声：若林直美
冷静沈着で頭が切れる眼鏡っ娘。元々は事務員として働いていたが、人手不足により候補生の1人にされた。デビュー後も、アイドル業と並行して事務の仕事を続けている。また、メディアミックス作品ではプロデューサーとして振舞う場面もある。趣味は資格取得、分析・実践、ボランティア。
性格は勝気で、はっきりした物言いをする。根性論や精神論を嫌い、理論や理屈を優先し、合理性を重んじている。様々なことに対する分析力にも長けており、自分のことすら冷静かつ客観的に分析できる一方で、想定外の事態が起こると何も対処できないこともある。また、自分の気持ちを素直に表現することは苦手で、挑発に乗りやすい欠点もある。
自らのファン層を「特殊でマニアック」と分析している。パソコンに精通し、ツールを自作することも可能。機械系も得意で、「盗聴機と発信機セット」のような物まで作ってしまう程。同時に、ラブロマンス系の小説を好んで読むという一面も持っている。
眼鏡以外では2本のお下げ髪とアホ毛が特徴。露骨なお色気路線を嫌っているため自己評価は高くないものの、『SP』までの765プロではあずさに次ぐバストを持ち、スタイルは良好な方に属する。そんな外見に反して大食漢である。ゲーム中も常に眼鏡をかけており、髪を下ろすこともない。『L4U!』では「キュンキュンメガネ」を額に乗せる形となる。髪を下ろすのは「グッドスリープパジャマ」を使用している時のみで、この時は髪がウェーブ状になっている。
亜美・真美につけられた愛称は、「りっちゃん」。876プロダクション所属の秋月涼はいとこに当たり、「律子姉ちゃん」と呼ばれている。涼が小さい頃はおしゃれ研究と称して涼に色々な服を着させていたらしい。
2009年5月のライブにてローソンより配布された広告で「ローソン名誉店長」を名乗り、以降もローソンオリジナルの律子着ボイスが限定配信されるなど、タイアップキャラクターとなっている。『DS』初回限定特典の雑誌『ViDaVo!』に記載された涼との対談記事でも、ローソンの名前こそ出ないものの、律子がコンビニの名誉店長になったことが涼の口から語られていた。
他のアイドルに対して基本的に呼び捨てであるが、年上のあずさと小鳥に対しては「さん」付けで呼ぶ。小説版においては、「自分たちと打ち解けて欲しいから」という理由で千早に呼び捨てで呼ぶよう自分から言い出している。『2』ではプロデューサーは律子よりも後輩に当たるが律子からは敬語を使っており、テレビアニメ版でも同様。上下関係にはやや厳しいようで、自分を呼び捨てにする伊織や美希にはよく注意をする。
先述のミスにより、当初は千早と名前が逆になっていた。
基本パラメータはボーカルでは千早に一歩譲るものの、ダンスは彼女より上である。ビジュアルはアーケード版では千早を上回っているが、Xbox 360版では千早より下に変更された。
漫画『ブレイク!』では追加メンバーとして遅れて登場する。
『2』ではプロデューサーに転身し、伊織、亜美、あずさのトリオユニット「竜宮小町」のプロデュースを担当する。そのためアイドルとしてのプロデュースはできないが、条件を満たすことでゲスト出演などでステージに立たせることもできる。外見は髪型がお下げ髪からアップスタイルに変わり、普段着もスーツに変わっている。髪型が変更された他のアイドルと違い、律子のみ特定の衣装で前作の髪型も見ることができる。ただし、『モバイル』でプレイできるゲームでは「所属アイドル」の扱い（グラフィックは『2』本編と同じスーツ。ただし、プロフィールに記載されたイラストは他のキャラクターと同じ衣装）で、プレイヤーキャラクターとして選択することが可能。また、PS3版に追加された「エクストラエピソードモード」では、律子からの依頼でプロデューサーの指導を受けることを申し出るため、律子を（このモード限定で）プレイヤーキャラクターとして選択できるようになる。
『シンデレラガールズ』においても同様で、システム上運に左右されるもののプレイヤーキャラクターとして登場させられる。本人のコメントによると、『シンデレラガールズ』で律子がアイドルをしている理由は「アイドルの生態実態の研究」が理由らしく、2012年6月に追加されたSRではゲーム本編同様のスーツ姿を見ることができる。765プロ所属キャラクターでは、Sレア版の追加は最後だった。また、「シンデレラガールズ劇場」によると、律子がSR＋で着ている新衣装は上条春菜や池袋晶葉ら眼鏡キャラのシンデレラガールズ達が律子の誕生日を祝って用意したものであると取れる描写がされている。
テレビアニメ版では、当初はプロデューサーと共に所属アイドル全員を担当していたが、第6話以降は主に「竜宮小町」のプロデューサーとして活動している。ただし結成に当たってのメンバーが決まった経緯はゲームと異なり、メンバー選考の企画段階から律子の手によるものということになっているほか、他のメンバーへのフォローも引き続き行っている。また、普通自動車の運転免許を取得している。アイドルへの未練が皆無というわけではない様子だが、「アイドルと兼業するような中途半端なことはしない」という決心で、プロデューサー業に専念している。しかし、第18話で体調不良で欠席したあずさに代わりシークレットライブに出演、最終回ではそのあずさに前ふりもなく「プロデューサー兼アイドル」と紹介され、ライブのサプライズとして半ば不本意ながらも、765プロのアイドルと一緒にステージに立った。現役時代は第1話に登場したレッスン中の姿は『1st Vision』と同様だが、第18話に登場した過去のステージ姿ではポニーテールの髪型をしていた。劇場版ではプロデューサーの旅立ちを知る数少ない人物として「今後のため」とプロデューサーに専念し、ステージには立たなかった。エンディングでは新プロジェクトとしてやよい・真美・響のユニットをプレゼンテーションしている姿が描かれている。このユニットはTVアニメ版『シンデレラガールズ』第10話で背景の看板に「New Unit Project! coming soon」という文句と共に描かれている。メンバーの描かれた広告に律子の姿が描かれたことは無いが、第12話のエンディングに登場した765PRO ALLSTARSのサイン色紙には律子のサインも入っている。
『ミリオンライブ!』ではタイプがビジュアル型に変更された。趣味であった「分析・実践」は特技へと変更され、新たに好きなもの「ゲーム」「小説」が追加された。『シアターデイズ』では新たに出身地「東京都」が追加された。アニメ版「ミリオンライブ！」では2011年版と異なりアイドルとして登場するが、プロデューサーから現役復帰したのか最初からアイドルだったのかは不明。

### 三浦 あずさ（みうら あずさ）
声：たかはし智秋
所属アイドルの中では最年長かつスタイルも抜群、天然ボケでおっとりしている典型的な癒し系お姉さん。千早とやや似ている青味のかかった黒髪のロングヘアにアホ毛が1本生えている。赤い瞳も印象的だが、『L4U! 特典アニメ』では何故か色が異なり、一般的な色になっている。プロデューサーは彼女に対してのみ「さん」付けで呼び、敬語で話す。極度の方向音痴で、ただの散歩が常識的にありえない場所への遠足となってしまうこともしばしば。趣味はカフェ巡り、犬の散歩。実家には「とらたん」という名の犬がいる。占いも好きなようで、ダウンロードコンテンツなどでその一面を見ることができる。
両親に早く落ち着くよう催促されており、自身も「運命の人に会う」という目的から、短大卒業後にアイドルデビューという変わった経歴を持つ。ただし、アイドル活動の部分は親から反対されている。テレビアニメ版第8話で結婚雑誌のモデルの仕事をした際に結婚願望が強い旨の発言をしており、運命の人絡みのイベントでは割と積極的でも、恋愛自体はとても奥手。友美という親友がいて、互いに抜け駆けしないと言う約束をしていたが、結局先を越されてしまうこととなる。『DS』ではアイドルランクがBであり、桜井夢子から「お姉様」として慕われている。
他のアイドルに対して基本的に「ちゃん」付けであるが、律子と小鳥に対しては「さん」付けで呼んでいる。
基本パラメーターはダンスが低く、ビジュアルがやや高め。温厚な性格故かテンション変動が上下幅共に小さい。ただし、セクハラ行為時の減衰はかなり大きい。
漫画『ブレイク!』では追加メンバーとして遅れて登場する。
『2』では、自己犠牲の精神から「竜宮小町」のメンバーに加わる。プロデュース不可であり、ロングだった後ろ髪を切り、ショートカットになっている。『モバイル』のゲームにおいては竜宮小町の設定がないため、プレイヤーキャラクターとして選択することが可能である。また、PS3版のエクストラモードでも一時的にプレイヤーキャラクターとして選択が可能となっている。
テレビアニメ版では、第5話までは他のアイドルたちと同じ立場にあり、また髪の毛も『DS』までと同様のロングであったが、第6話以降は「竜宮小町」の結成を機に髪を切っており、その理由もゲームと異なり「髪を切った方が若く見えるから」と言われたことがきっかけである。劇中ではその巨乳を強調する描写が多々見られる。第5話の劇中で、お酒を飲むと冗舌で笑い上戸になるという普段とは異なる一面が見られ、最終回のエンディングでも酔った勢いで亜美と真美を両脇に抱えているカットがある。また、最年長ということもあり、ゲームよりも落ち着いた性格が見られる。
『ミリオンライブ!』ではタイプがボーカル型に変更された。趣味であった「カフェ巡り」が好きなものへと変更され、新たに特技「占い」が追加された。『シアターデイズ』では新たに出身地「千葉県」が追加された。

### 水瀬 伊織（みなせ いおり）
声：釘宮理恵
前髪がアップではっきり出たおでこと、いつも抱いているウサギのぬいぐるみが特徴的な小柄な少女。育ちが非常に良い令嬢で、しっかりした教育を受けている。趣味は海外旅行、ショッピング、食べ歩き。海外旅行が趣味ということもあって語学にも堪能。父親は水瀬産業の社長であり、高木社長とも旧知の仲である。そのコネで765プロに入り、候補生として活動している。他に母親と2人の兄がおり、長兄はコンサルタント会社社長で次兄はアメリカへ留学中。
性格は基本的に我侭で、自分の思う通りに物事が進まないと怒り出すが、利害関係のある相手には巧く猫を被るようなしたたかな面もある。一方で身内や親しい相手にはその性格を全く隠さない。プライドも高く、非常に勝気でキツイ態度が目立つが、その態度は大抵は裏腹であり、身内に対する仲間意識は強い。内面的には細やかで思いやりがあり、気遣いなどもかなりできる方だが、それを表に出すことはほとんどないため、ツンデレと言われる。『DS』ではアイドルクラシックトーナメント決勝に余裕で進出できるほどの実力を持ち、絵理を中心に起きていた妨害事件を終わらせる役割を担う。不正な小細工を使わず、自分の実力で勝ち取ることに強いこだわりがあり、絵理を手助けしたのもそのような真っ直ぐな性格からくるものだった。学校では生徒会に所属しており、アイドル・水瀬伊織というよりも「生徒会の水瀬伊織」という印象の方が強いらしい。
口癖は「にひひっ」という笑い方。果汁100%のオレンジジュースが好物で、逆に炭酸やローストビーフは苦手。彼女の作る料理は見た目は酷いが大変美味らしい。
ぬいぐるみにつけている名前は「うさちゃん」。名前がシンプルなのは子供の時につけたためである。テレビアニメ版では「シャルル・ドナテルロ18世」という名前になっている。
アップにしている前髪を下ろすとぱっつんになることが『SP』のアイドラでわかる。
基本パラメーターはややビジュアル特化傾向があるが全体的には高めの水準であり、テンション管理も比較的容易でもある。
亜美・真美につけられた愛称は「いおりん」。また、美希からも外見を反映した「でこちゃん」という愛称で呼ばれており、やよいの弟たちからもこう呼ばれているらしいが、本人はこの愛称は認めていない。アーケード版ではやや薄めの茶色い瞳をしているが、Xbox 360版以降では薄いピンク色の瞳になっている。
他のアイドルに対しては年上であっても呼び捨てである。また美希に対しては「アレ」と言うこともある。律子に対しても呼び捨てで呼ぶため、律子にしょっちゅう説教されている。
『2』ではカチューシャが変わり、髪型も変更となった。即戦力が欲しい律子と、売れないままぐずぐずしたくないせっかちな伊織の利害が一致した結果、「竜宮小町」として選抜され、リーダーとなる。そのためプロデュース不可。ただし、やよいルートでは多少ストーリーに関わってくる。『モバイル』のゲームではプロデュース対象として選択することができる。また、PS3版のエクストラモードでも一時的にプレイヤーキャラクターとして選択が可能。
『シンデレラガールズ』ではガチャではプラチナガチャで登場するSレア版のみを入手でき、通常レア版は公式サークルへの参加、日記を書くことで1枚ずつ入手が可能。
テレビアニメ版では第5話まで他の所属アイドルたちと同じ立場にあったが、第6話からは律子をプロデューサーとしたユニット「竜宮小町」を結成し、活動を開始している。結成の経緯はゲームと異なり、律子との利害の一致という設定はテレビアニメ版には無い。やよいと仲が良いという設定はそのままで、竜宮小町の結成後も一緒に行動していることが多い。また第5話・第26話では怪談を披露したり、ホラー映画さながらの迫真の演技を見せたこともある。
『ミリオンライブ!』ではタイプがボーカル型に変更された。趣味であった「ショッピング」が特技へと変更され、新たに好きなもの「果汁100％オレンジジュース」が追加された。『シアターデイズ』では新たに出身地「東京都」が追加された。

### 菊地 真（きくち まこと）
声：平田宏美
ボーイッシュな少女。黒髪のショートヘアに2本のアホ毛が生えており、他のアイドルとは違い瞳が黒い。「凛々しい顔立ち」「運動神経抜群」「スレンダーな体格」「ハスキーボイス」といった特徴から美少年系アイドルとして売り出され、ゲーム中では男性より女性ファンが多い。男子を欲していた父の教育のため、一人称は「ボク」で、男性的な言動が目立つが、本人は女性らしくありたいと願っており、その外見と内面のギャップに悩んでいるため、所属アイドルの中で誰よりも乙女らしい内面を持っていることが窺える。
趣味はスポーツ全般、ぬいぐるみ集め。
直情系で身体を動かすことが大好きだが、少女漫画を読むことや可愛い物集めも好きで、虫が苦手という小心でお調子者な一面もある。アイドル活動をしていることを父には内緒にしている。女子校に通っており、校内でも女子生徒に大人気の様子だが、本人は同性に非常にモテることに困惑している。空手道場に通っていたことがあり、黒帯初段の腕前。ダンスが得意なため、それに関わる台詞も多い。解散コンサートに臨む際、唯一歌ではなくダンス（振り付け）を意識して臨む。
レッスン用のジャージをプライベートでも着用。レッスンの時は上着を脱いでタンクトップ姿になる。良いことがあると「へへっ、やっりぃ〜」と喋るのが特徴。気合を入れる時は相手と拳骨をぶっつけ合う。
基本パラメーターは幾分ダンス突出傾向があるものの、やや高めのレベルでバランスが取れており、テンション管理も比較的容易な方である。
亜美・真美につけられた愛称は「まこちん」。呼称は律子同様、あずさ・小鳥以外は呼び捨てである。名前が「菊池真」と誤記されやすい（公式サイトでも誤記されたことがある）。
『DS』では涼のコーチ役を引き受けるが、涼が男であることは律子から知らされておらず、完全に女として扱っており、王子様をやるのが悲願と言った涼に対し、全然似合わない役だと評している。
漫画『ブレイク!』では追加メンバーとして遅れて登場する。
『2』では髪が少し伸びている。これは総合プロデューサーだった坂上陽三によると女の子っぽく見られようとして起きた変化であるとのこと。ダンスイメージの初期値トップの座は響に譲ることとなった。ケンカで手が出やすくなっており、ケンカを止めに入ったプロデューサーは何度か気絶させられることとなる。
テレビアニメ版でも「王子様じゃなくて、お姫様になりたい」と愚痴をこぼしたり、あるいは生放送で自分が「女の子らしい」と考えたフリフリの服を着て登場した際には観客から無表情でドン引きされた一方で、男物の衣装を着て男装した途端に女性の観客から大歓声が沸き上がったりするなど、外見と内面のギャップに悩んでいる様子が描かれる。プロデューサーとの交流を通じて、ファンの夢のために本気で王子様をやることを決心するが、それでもなお、戸惑いは消えないようである。
『ミリオンライブ!』では趣味であった「ぬいぐるみ集め」が好きなもの「ぬいぐるみ」へと変更され、新たに特技「空手」「ダンス」が追加された。『シアターデイズ』では新たに出身地「静岡県」が追加された。

### 双海 亜美・真美（ふたみ あみ・まみ）
声：下田麻美（一人二役）
所属アイドルの中で最年少の双子の少女。『1st Vision』『DS』では双子であることを利用して亜美と真美が時々入れ替わり、「双海亜美」として活動しており、それを知っているのは765プロダクションの関係者のみである。そのため、ゲーム中でも双子合わせて1キャラクターとして扱われる。一人称はそれぞれ「亜美」「真美」であるが営業、あいさつの一部では「私」になる。
初期パラメーターはダンスがやや高いものの、全体的には最弱クラスである。しかし、テンション管理は容易。
父親は医者で、母親との馴れ初めも父親が受け持った患者とのこと。プロデューサーのことを「兄ちゃん」と呼び、メールでは「兄(C)」と書く。また、事務所メンバーの大半を愛称で呼んでいるが、千早・あずさには名前の後に「お姉ちゃん」と付けて呼ぶ。口癖は「んっふっふ〜」。
『2』では、それぞれ自身の名前で活動し、別のキャラクターとして扱われる。そのため亜美と真美を同じステージに立たせることが可能になった。前作に比べ身長が大きく伸びたが、これに関して、開発者はインタビューで「成長期だから」と述べている。
アーケード版では亜美が姉で真美が妹、Xbox 360版以降は真美が姉で亜美が妹と設定されており、『2』・テレビアニメ版でも同様である。『キャラ☆メルフェブリ』には、「真美は姉に当たる」「妹に比べて責任感が強い」「（亜美は）真美に比べてよりフリーダムな性格」と記載されている。
『ミリオンライブ!』では亜美・真美共にタイプがビジュアル型へと変更された。趣味であった「モノマネ」が特技へと変更され、新たに好きなもの「遊ぶこと」が追加された。『シアターデイズ』では新たに出身地「東京都」が追加された。

#### 双海 亜美（ふたみ あみ）
真美と共に悪戯好きだが悪気はなく、無邪気。趣味はメール、モノマネ、エコ。亜美は主に暖色系の服を着て、髪を向かって左側で結んでいる。これ以外では見分けることが至難なため、髪型を変えられると親しい人でも判らなくなる。彼女の歌う「エージェント夜を往く」に関するエピソードは、担当声優の下田麻美の項を参照。
漫画『ブレイク!』では真美と共に追加メンバーとして遅れて登場。姉妹同時に表舞台に登場するようになっている。なお、この作品では双子揃って響を「響さん」と呼んでいる。
『2』では「竜宮小町」のメンバーとして登場し、プロデュース不可となった。竜宮小町に入った理由は「面白そうだから」。私服の配色が『無印 - L4U!』『SP』『DS』における真美と逆転し、私服が寒色系に変更された。なお、『モバイル』のエリアゲームでは他の竜宮小町のメンバー同様にプレイヤーキャラクターとして選択が可能。また、PS3版のエクストラモードでも一時的にプレイヤーキャラクターとして選択が可能になった。髪型は『1st Vision』『DS』とほぼ変わりない。
テレビアニメ版では、当初は他のアイドルたちと同じ立場にあり、双子の真美と一緒にいることが多かった。第6話で「竜宮小町」のメンバーに選ばれてからは、真美と別行動を取る場合も増えたが、依然として双子での活動は多い。

#### 双海 真美（ふたみ まみ）
基本的なプロフィールは亜美とほぼ同じだが、亜美とは対照的に主に寒色系の服を着て、髪を向かって右側で結んでいる。趣味はメール、モノマネ、ゲーム、盆栽。また亜美と比べて少し我慢強く、声が若干低いなどの違いがある。当初ディレクターから「亜美と真美の声は変えずに同じ声でやってください」との指示があったが、ファンから「真美の方が声が低い」という意見を受け、下田自身も真美の声を低く演じるようになった。
『L4U!』ではキャラクターセレクト時に亜美へカーソルを合わせてから右スティックボタンを押すことにより真美を使用できるようになっているが、あくまでも「双海亜美」としてステージに立つため、亜美と真美の2人を同一ユニットに加えることはできない。
入れ替わって「双海亜美」として芸能活動をしている経緯から、亜美真美はCDでも共同名義で扱われることが多いが、『MASTER LIVE 01』で、初めて真美がソロでクレジットされた曲が収録された。トラック1の開演あいさつでは「謎のアイドル双海真美」と紹介されており、ボーナストラックでは素性は秘密のままにされている。
『2』では、髪型が長いサイドテールに変更された他、もみあげがある点も亜美の髪型とは違っている。私服の配色が『無印〜L4U!』『SP』『DS』における亜美と逆転し、暖色系に変更された。高木社長の話によると、以前は亜美と2人1役で「竜宮小町の双海亜美」として活動していたが、ある理由から亜美とは別に「双海真美」としてアイドル活動をすることになる。なお、漫画『Colorful Days』ではある事情で一時的にもう一度「竜宮小町の亜美」として、漫画『The world is all one !!』では亜美の替えの衣装を着てピンチヒッターを務めたことがある。
『シンデレラガールズ』においては亜美同様運の要素が絡んでくるが、プレイヤーが使用できる。ただし能力は亜美とは逆の守りに寄った能力設定となっていて（レア版カードの能力設定。Sレア版カードでは亜美が守りに寄り、真美が攻めに能力が寄る）、プロフィールでは亜美とは逆の左利きと記載されている（『ミリオンライブ!』も同様だが、テレビアニメ版では右手で箸を持っている描写がある）。
テレビアニメ版では竜宮小町結成の経緯が変更されたため、デビューの経緯もゲーム本編と異なり、特に目立った設定はない様子。竜宮小町結成後は単独での活動も増えたが、依然として双子での活動は多い。
漫画『The world is all one !!』では、やよいと共にユニット「わんつ→ているず」を結成している。

### 星井 美希（ほしい みき）
声：長谷川明子
Xbox 360版から追加された新キャラクターで、同作のメインヒロイン的存在。1日に20人以上もの男子から告白される程の圧倒的美少女。カリスマ性を持ちあわせたビジュアルクイーン。他のアイドルたちと違い、金髪に染めたロングヘアでアホ毛が1本生えている。年齢の割にスタイル抜群で、Xbox 360版では3番目にバストが大きく、本人曰くFカップ。イメージカラーの若草色はXbox 360に因んだもの。
共に公務員である両親と教師志望の菜緒という姉がいる。天才肌で歌もダンスもそつなくこなすが面倒くさがり屋で飽きっぽく、とことんマイペースな性格。また、苦労を知らずに育ったため、頑張る必要を感じず、楽をしてアイドルになりたいと言う。この独自の感性と、更に世間知らずの部分も加わり、様々な場面で大胆不敵な言動を起こし、周囲を唖然とさせるが、本気になればどこまでも真摯に向き合うタイプ。恋愛には一途であり、意中の人への好意を隠さず、ひたすら尽くすタイプ。口癖は、「あふぅ（あくび）」「…なの」。好物はおにぎり、キャラメルマキアート、苺ババロア、チョココロネ。「彼女の声を担当している長谷川明子が『おにぎりを1日1個は食べないと体調を崩す』と公言するほどおにぎりが大好物だからで、それを美希の設定に反映させた」とバンダイナムコのスタッフは語っている。趣味はバードウォッチング、友達とおしゃべり、ネイルアート。
亜美・真美につけられた愛称は「ミキミキ」。相手への呼称は基本的に呼び捨てだが、尊敬する千早には「さん」付けで呼んでいる。律子は呼び捨てにすると後で延々と説教されるので「律子…さん」と思い出したように間を空けて「さん」付けをしている。なお、真に対しては「君」付け、876プロ勢に対しては全員「ちゃん」付けで呼んでいる。伊織のことは「デコちゃん」と呼ぶ。プロデューサーのことは「ハニー」と呼んでいる。
初期能力値はビジュアルが突出して高く、テンションの維持が比較的容易。
一度プロデュースを終えた上で再度プロデュースを行うと発生するある質問の回答によって、以降の髪型が茶髪のショートヘアになる。ユーザー間で「覚醒美希」という呼称が生まれ、マックスファクトリーの星井美希フィギュアなどでも「覚醒Ver」といった名称として使われている。髪形を変えるための選択肢が出現するのは覚醒関係のイベントが終了した後であるため、質問発生前および髪形を変えなかった場合は「金髪ロングの覚醒バージョン」という形になるが、ビジュアル的に分かりやすいので茶髪バージョンを覚醒バージョンとすることが多い。『L4U!』では、キャラクターセレクト時に美希へカーソルを合わせて右スティックボタンを押すことにより、このショートヘアバージョンとなる。台詞は変化せず、『L4U!』の実績項目でもこの2者は「ロングヘア」「ショートヘア」として区別されている。そのこともあって『L4U!』発売以降は「茶美希」「ショート美希」といった新しい呼び方が生まれている。
『SP』では765プロのアイドル候補生見習いとして登場。性格面での問題からデビューできずにいる。『ミッシングムーン』では高木社長と喧嘩をして765プロを飛び出し、その後961プロに移籍して「Project Fairy」として、響と貴音と共にデビューする。ソロで「オーバーマスター」を歌っているのが放送されたことにより765プロにもそのことが知れ渡ることになる。他バージョンでは候補生見習いとしての登場のみで移籍はしない。仕事場での評判は悪いが、黒井社長はこれを無視しており、プロデューサーはそのうち干されるのではないかと内心懸念している。
961プロへの移籍の原因は、プロデューサーに自分のプロデュースを要求するも、既に担当アイドルが決まっていたために断られ、それに拗ねたからだと思われていたが、本当の理由は後に明らかとなる。しかし765プロに対して敵意は持っておらず、一時的な家出のようなものである。
『ミッシングムーン』のヒロインたちは当初美希に対して、千早は「ライバルとして正々堂々と勝負」、律子は「説教も兼ねて勝手に961プロに移籍した理由を問い質す」、あずさは「何とかして765プロに戻してあげたい」という思いを持つ。
なお、『電撃G's magazine』の『SP』のアイドル紹介で「帰国子女」と掲載されたことがあったが誤りである。
漫画『ブレイク!』では黒井社長に脅されて、裕太郎たちに無断で961プロに移籍する。
『DS』の美希はXbox 360版で覚醒した後の設定を踏襲している。
『2』では外ハネのキツい髪型から内巻き気味の髪形に変わった。一足先に竜宮小町で活躍しているあずさを尊敬しており、Xbox 360版に比べてプロデュース開始時からアイドル業へのやる気を見せている他、初期から王子様を探していると言う設定が追加された。
テレビアニメ版ではXbox 360版と同様のやる気に欠けるキャラクターとして描かれている。初期から王子様を探している設定は無い。自分も「竜宮小町」に入りたいという想いが強く、プロデューサーの曖昧な返答を信じて仕事や練習を積極的に頑張っていた。後にそれが叶わぬ夢と知り、アイドルをやめようとするほどにやる気をなくすが、プロデューサーの説得により再び情熱を取り戻す。直後の765プロ1stライブでは、観客のお目当てである竜宮小町が台風の影響で遅れた際に、場を繋ぎ、なおかつ竜宮小町以外のメンバーにも興味を持たせる足がかりを作った。また、それ以降プロデューサーを「ハニー」と呼ぶようになり、好意を持つようになった。なお『2』とは違い、この呼称は事務所メンバーも認識している。後にあずさの体調不良を理由に律子から代役の依頼を受けるが、あずさあっての竜宮小町とこれを断る。また、第22話ではシャイニングアイドル賞新人部門を受賞している。劇場版では春香がリーダーに選ばれたことに理解を示しながら、悔しさものぞかせ、春香に対しライバル意識があることを明かしている。ハリウッドで女優としてデビューすることが決まっていて、エンディングでは同じくハリウッドに研修に旅立ったプロデューサーと再会するカットイラストが描かれている。この話は、美希本人が適当に話を決めてしまい、後日電話の主が判明して騒動になったと語られている。
『ミリオンライブ!』では新たに特技「寝ること」、好きなもの「おにぎり」「いちごババロア」が追加された。『シアターデイズ』では新たに出身地「神奈川県」が追加された。

### 四条 貴音（しじょう たかね）
声：原由実
『SP』から追加された新キャラクターで、『ワンダリングスター』でのライバルキャラクター。「Project Fairy」として、美希と響と共に961プロからデビューする。古風で時代がかった口調と、銀髪のロングヘアが特徴のキャラクター。「Project Fairy」が初めて公になった時は彼女だけ情報が少なく、謎の多い人物だった。“王女系”の人物であるとされ、どこか威厳を感じさせるたたずまいから、ファンからは「銀色の王女」、亜美・真美には「お姫ちん」と呼ばれている。律儀な性格で気高く振る舞い、時には相手に辛辣な言葉を放つ事もあるが、本当は繊細で心優しい。どこか世間知らずな面もあり、『SP』ではラーメンのことを知らなかったが、後に好物となっている。また律子と同様に大食漢でもある。『THE IDOLM@STER STATION!!!』内での寸劇では、ニンテンドーDSiのことを知らなかった。トップアイドルを目指す理由や出身地などは不明で、詳しい素性は黒井社長も知らない。本人の弁によると、「古都」にいた時には学校に通っていたが、アイドル活動を始めた時点で既に通っていない模様。なお、「古都」の詳細も不明。『シアターデイズ』における出身地も、「京都府？」となっている。
相手の名前を呼ぶ時は、フルネームまたは「殿」付けで呼びかけることが多い。また、親しいアイドル仲間に対しては呼び捨て。
初めて961プロダクションのホームページにプロフィールが掲載された際は趣味が「ひとりになること / 月を見ること」と設定されていたが、後に「天体観測 / 舞台鑑賞 / 歴史」に改められた。その理由は『SP』ストーリープロデュースで明らかになる。
『ワンダリングスター』のヒロインたちは当初貴音に対して、亜美・真美は「仲良くなりたい」、雪歩は「尊敬」、伊織は「キャラが被るのがムカつく →昔の私を見ているようだ」という思いを持つ。
なお、誕生日と血液型が貴音役の原と同じだが、この設定は声優オーディション前に決定されており、原に合わせたものではない。ただし、原は事前に配られた資料でその設定を知り、この役をやりたいと思ったと述べている。
響同様、元はアーケード版の没キャラクターで、キャラクターデザインと「タカネ」と言う名前だけが存在していたが、『SP』でリファインされ登場が決定した。没デザインでは金髪に設定されていたが、美希と重複するため、リファイン復活時に銀髪に変更された。瞳は臙脂色。アーケード版登場予定時の設定は「北欧系クォーターでドイツ語に堪能な令嬢タイプ」「17歳・血液型はB型」。
『DS』では765プロ所属のアイドルとして登場し、以降の作品では最初から765プロ所属という設定になる。凉の正体を見抜いている。
『2』で765プロ所属のアイドルとして初めてプロデュース可能となる。初期能力値は、ボーカルとビジュアルが高め。『SP』ではビデオカメラを扱ってみせたが、『2』では横文字と機械を苦手とする描写が明確になっている。その他髪の一部が肩の前に出ており「目があまり良くない」という設定が追加されていて、テレビアニメ版でも踏襲されている。
テレビアニメ版では、TV出演で気に入ったカエルの着ぐるみを持ち帰ろうとするなど、コミカルな姿を見せることも多い。食欲旺盛な描写も多く、特にラーメンに対しては並々ならぬこだわりを見せている。また、公式プロフィール以外の素性や経歴は一切不明とされるため、劇中のネットやマスコミでは、「どこかの王族」「実は宇宙人」という説（渋澤記者曰く「バカ話」）も浮上しているとされる。
本人の語るところによると出身地は「古い都」であるらしい。テレビアニメ版で「京都」ではないような描き方がされ、貴音の発言の中で一部「くに」とも表現されていた。
漫画『The world is all one !』では、千早共にユニット「花鳥風月」を結成している。
『ミリオンライブ!』では新たに特技「直感」、好み「ラーメン」が追加された。
詳しい家族構成は不明であるが、『2』『ミリオンライブ!』において妹がいる事が明らかになっている。なお、『ミリオンライブ!』で本人が語ったところによれば、妹の現状を把握していない模様。爺やと呼ぶ人物もおり、貴音の世話係をしている。彼が貴音の祖父に当たる人物であるかは不明。

### 我那覇 響（がなは ひびき）
声：沼倉愛美
『SP』から追加された新キャラクターで、『パーフェクトサン』でのライバルキャラクター。「Project Fairy」として、美希と貴音と共に961プロからデビューする。歌よりもダンスを得意とする。自信家で楽天的だが、少し寂しがり屋な性格の少女。沖縄県出身で、単身上京している。小麦色の肌をしており、浅葱色の瞳、アホ毛が2本、長い黒髪をリボンでポニーテールにしている。耳が鋭い。『アイドルマスター』シリーズで出身地が明確に設定された初めてのキャラクターである。
前述の通り本来は明るい性格であるが、黒井社長の方針により公の場ではクールなキャラで売り出している。自分をスカウトした黒井社長に対して強い敬意を持ち、絶対の信頼を置く。そのため彼に吹き込まれ、プロデューサーを変態だと思い込んでいる。地元にプロデューサーとよく似た兄がいるが、仲は悪く、それも響がプロデューサーに敵意を向ける一因となっている。口癖は「…だぞ」、沖縄弁で「なんとかなるさ」の意味である「なんくるないさ〜」。動物好きで自宅に沢山のペットを飼っているが、時々ペットの餌をつまみ食いする悪癖があり、怒ったペットたちに度々逃げられている。何故かプロデューサーは響のペットたちにかなり懐かれている。暑がりであり、スポーツは主にインドアスポーツが好きらしい。小学校の頃は卓球部の部長をしていたことがあるとのこと。また、一人暮らしをしている関係上、家事全般も得意としている。趣味は編み物、卓球、散歩。
『パーフェクトサン』のヒロインたちは当初響に対して、春香は「プロデューサーへの誤解を解きたい」、やよいは「お持ち帰りされそう →（兄妹仲が良くないと知ると）家族と仲良くして欲しい」、真は「得意分野（ダンス）では絶対負けたくない」という思いを持つ。
なお、『キャラ☆メル』では「琉球空手の経験がある」「故郷に次郎（従兄弟）という喧嘩友達がいる」とも語られている。
元々はアーケード版の開発段階で登場が予定されていた没キャラクターで、『SP』でリファインされ復活、登場が決定した。当初は名字が設定されておらず、「ヒビキ」という名前とキャラクターデザイン画像のみの存在で、『MASTER BOOK』などでその存在が語られただけのキャラクター。その後オーディションで意気込みを聞かれたライバルのシルエットや、『L4U!』のダウンロードコンテンツとして配信されたサブキャラアイコンの1つに、当時のデザインを元にしたシルエットが使用されている。アーケード版登場予定時の設定は「16歳」であり、1歳年上だった。その他「血液型はB型」「地元の島歌ちゅらさんコンテストで優勝して上京」と言った初期設定がある。
また、初期状態でポニーテールのキャラクターも響が初めてとなるが、これは響の登場が開発段階で見送られたためである。
『DS』では765プロ所属のアイドルとして登場し、以降の作品では最初から765プロ所属という設定になる。凉の女装を見抜くなど、勘が良い。
『2』で765プロ所属のアイドルとして初めてプロデュース可能となる。以前からダンスが得意だと語られていたが、明確に数値化されたことでダンスイメージの初期値が真を抜いてトップとなった。765プロに来る前にアクターズスクールに通っていた過去がある。その他「父親を亡くし生活を支えるために上京」「電車に乗ることが苦手でほとんど歩いて移動」といった設定が明らかとなった。
他のアイドルを基本的に呼び捨てだが、あずさには名前に「さん」付けで呼び（テレビアニメ版第10話では呼び捨て）、事務員の小鳥に対しては「ピヨコ」と呼んでいる。
亜美・真美には「ひびきん」という愛称で呼ばれている。
テレビアニメ版では目立った八重歯が特徴的になっている。また、「父親を亡くし生活を支えるために上京」「電車に乗ることが苦手でほとんど歩いて移動」という設定は特に描かれず、動物たちとの関係がクローズアップして描かれている。飼っている動物たちの食事は自分で作っているが、仕事が忙しくなって時間が取れなくなった影響で市販のエサをやるようになったため、動物たちと不仲になった時期もあった。動物関連や体力関連のイベントや企画が多く、765プロ1stライブ成功後はいぬ美と共に出演する動物番組を持つようになる他、劇中テレビ番組「生っすか!?サンデー」にて765アイドル唯一の単独コーナー「響チャレンジ」を受け持つ。
漫画『The world is all one !!』のメインキャラクターの1人。春香と雪歩と共にユニット「SprouT」を結成している。
『ミリオンライブ!』では趣味であった「散歩」は好きなものへと変更され、新たに特技「家事全般」、好きなもの「動物」が追加された。

## 765プロダクション社員

### プロデューサー

#### 1st Visionのプロデューサー
本作のアーケード版・Xbox 360版・『SP』の主人公で「765プロダクション」の高木社長から所属アイドル候補生のプロデュースを依頼される。名前はゲーム開始時にプレイヤーが決める。デフォルト名は「アイマス」で、ゲーム中の会話パートでは「○○P」という形で表記される。素性は一切不明だが、一人称が「俺」であることや口調などから男性であることが分かる。開発者によれば年齢は22・23歳のイメージらしい。ただしあずさとのコミュイベントの中で彼女がプロデューサーより年上であるという発言があるためこの場合は20歳以下となる。運転免許はある模様。
『L4U!』では社長共々別の仕事に行っているという関係上、ゲーム本編には登場しない。DLCとして配信されているアイドラのシナリオに主人公として登場するものがある。前日談のアニメでは本人こそ登場しないが、ある事件に巻き込まれ、会場から遠く離れてしまった春香・千早・美希の3人を探して会場入りさせるために奔走していることが律子たちから語られる。
漫画『Your M@ssage』ではアイドル候補生たちが壁にぶつかったとき、絶妙のタイミングでメールをよこしてはアドバイスをする。本人が登場することはなく、単行本の描き下ろしでそれらしき人物が登場する程度。なお、第0話は彼の入社前の物語のため、登場しない。

#### 1st Vision関連作品のプロデューサー
ドラマCD『Scene.01』から『NEW STAGE 03』までのプロデューサー
声：泰勇気
各ドラマCDに登場するプロデューサー。多分に二枚目半のキャラクターで、アイドル候補生たちからそれなりに慕われてはいるが、行く先々で珍騒動に巻き込まれている。
芳野 裕行（よしの ひろゆき）
小説版第1巻に登場する、千早のプロデューサー。アメリカでシンガーとして活動していたが、あまり成果が上がらなかったため、旧知の仲だった高木社長の申し出でプロデューサーに転向した。しかし、今でも夢を捨て切れていない。会社にはあまり姿を見せず、時には「Proro」の律子に指示を丸投げしたり、「Proro」のレッスンに行ってしまうため、千早の不信を招いている。帰国後、初登場時の格好はおよそプロデューサーらしくない無精な格好だったため、小鳥にプロデューサーを騙ったファンだと誤解されてしまう。
プロデューサーながら、千早を「千早ちゃん」と呼ぶ珍しい人物であるが、これは幼少期の千早と縁があるため。かつては「ユキ兄さん」と慕われ千早の歌の原点となる存在であったが、再会時に千早が気づかなかったため、プロデューサーとしては別人として振る舞い、「ユキ兄さん」としてはメールを介して交流を復活させる。
実喜 綾乃（みき あやの）
小説版第2巻に登場する、律子・春香・雪歩のプロデューサー。芳野同様、高木社長とは旧知の仲。厳しくクールで、優れた計画性を持った人物だが、融通が利かない面がある。765プロ所属アイドルをプロデュースした人物の中では、律子を除けば唯一の女性。数多くの事務所を渡り歩き、その先々でアイドルをプロデュースしている。一部では伝説のプロデューサーとも呼ばれるほど評価は高い。最近は経営不振の芸能プロダクションの再建にも携わっており、経営状況の芳しくない765プロの再建を社長から依頼される。
律子が春香をプロデュースすると決めると、まるで張り合うかの如く雪歩を選び、厳しい指導を課していた。その後、諸般の事情で春香と新しくアイドル候補生になった律子が合流。3人に対し、「誰か一人がデビューできる」という条件を課し、彼女たちの指導に当たった。ほぼ最後まで律子に対しては挑発的な態度を取っていたが、これも彼女なりの思惑があってのことである。「Proro」のデビュー直後に次の仕事に移ったため、第1巻前任プロデューサーとして名前のみが登場する。
スタイル抜群で、彼女の指導を受けた3人の中でもっともスタイルがよいと思われる律子も負けを認めるほど。
山崎 武則（やまざき たけのり）
小説版第1巻・第2巻に登場。律子・春香・雪歩のトリオユニット「Proro」のプロデューサー。新米な上、元々マネージメント専門のため、本格的なレッスンはできない。普段は自主練習という形になっていたが、元シンガーという経歴の芳野が入社して以降は彼の協力を仰いでいる。第2巻では、物語のラストシーンに登場し、音大の先輩である実喜の後任として律子たちのプロデュースを引き継ぐ。「Proro」というユニット名は彼による命名。
金田 上一郎（かねだ じょういちろう）
漫画『アイドルマスター』に登場する、765プロ所属の新人プロデューサー。一流プロデューサーを目指して765プロに入社するが、その途端になぜか社長が失踪し、紆余曲折の末に9人のアイドル候補生をプロデュースすることになり、彼女たちに翻弄される羽目に。彼の名付け親は律子役の若林直美。原作のプロデューサーとは異なり車の免許が無く、自転車を愛用している。
漫画『relations』のプロデューサー
声：水島大宙（第1巻初回限定版付属ドラマCD）
漫画『relations』主人公で、本名は不明。眼鏡をかけた青年。かつて千早をトップアイドルに育て上げたが、とある事情でその千早にプロデュースを拒否される。その後一時はスカウトをしていて、美希をスカウトした。社長命令でプロデューサーに復帰し、美希を担当することになる。佐野美心のプロデュースをしている藪下は彼の先輩にあたる。千早がトップアイドルとなった事で周囲から「敏腕プロデューサー」と評されるも、彼自身は千早のプロデュースに関しては「失敗だった」と考えている。
高木 裕太郎（たかぎ ゆうたろう）
声：浅倉杏美（第4巻限定版付属ドラマCD）
漫画『ブレイク!』の主人公。16歳。高木社長の孫で、両親は仕事でブラジルに赴任しており、ほぼ一人暮らしだったが、社長が急病で倒れてしまったため、代理として765プロ社長代理兼プロデューサーに据えられ、さらにアイドルたちと同居生活を送る羽目にもなってしまう。鉱石磨きという地味な趣味を持つ。

#### 2nd Visionのプロデューサー
『2』の主人公で、「765プロダクション」の高木順二朗社長から所属アイドルのプロデュースを依頼される。『DS』には登場しない。『SHINY FESTA』、『ONE FOR ALL』のプロデューサーとの同一性は明言されていない。
1st Visionのプロデューサー同様に「○○P」とゲーム中では表記され、一人称が「俺」であるところも同じ。
漫画『Colorful Days』では、読者が「未来のプロデューサー」として物語が展開されているため、「765プロのプロデューサー」という位置づけのキャラクターは（律子を除き）最終話にて体の一部が描かれる以外は登場しない。
『ONE FOR ALL』では、ゲーム開始時点で既に765プロで働いており、アイドルたちとは顔見知りの関係である。その後高木社長からプロデューサーに任命され、プロデュースをはじめるようになる。

#### 2nd Vision関連作品のプロデューサー
漫画『Splash Red』のプロデューサー
美希と春香、それぞれの話し相手として登場。顔はほとんど映っていない。
漫画『Neue Green』のプロデューサー
765プロのライブの場面に登場。涼の秘密に関する発表があるという噂を聞きつけ、阻止しにやってきたメディア関係者を要求に押し負けた振りをして煙に巻き、彼らの足止めに一役買った。他にも千早を迎えに現れたり、真の回想シーンにも登場。漫画『Splash Red』と同様に、こちらでも顔はほとんど映っていない。
漫画『The world is all one !!』のプロデューサー
本名不明の主人公。春香・雪歩・響のユニットのプロデューサーだが、その正体は961プロのスパイで、情報部に所属している。961プロ時代はさえない一社員だった。
仕事で765プロを訪れ、春香たちの名前を知っていたことからプロデューサーと勘違いされる。それが切っ掛けで黒井社長の命令を受け765プロに潜入し、以後は黒井社長の指令を「額面通りに」遂行しながら、春香たちのサポートを行っていく。ユニット名「SprouT」の名付け親。黒井社長の方針についてはあまりよく思っていない模様で、春香たちを巻き込むことについても後ろめたさを感じているようである。
「Jupiter」との対決時、黒井社長の命令に反抗し、その後春香たちにスパイだったことを吐露、961プロを退社（正式には黒井社長による証拠隠滅のための除名）。高木社長からプロデュースを続行するよう命じられるが、自らの行いを後悔し、辞める一歩手前までいくも、雪歩の言葉により本当の765プロのプロデューサーとして復帰、改めて春香達をトップアイドルへと導くべく奮闘する。961プロとのしがらみから解放されてからは黒井社長の妨害工作にも即座に対抗策を打ち出したり、IA大賞に向けて765プロアイドル総出演の全国ライブツアーを計画・それに伴い「SprouT」以外のアイドルのフォローもこなすなど、先輩である律子も若干自信を失いかける程プロデューサーとして急成長している。基本的に「真面目で一生懸命だが大事なトコがズレている」と評されており、要らぬ責任感や苦労を抱え込みがち。そういった部分を「似た者同士」の春香に見透かされることもある。
公式の呼称とは違い、事務所のアイドルたちを名字に「さん」付けで呼ぶ珍しい人物。当初は「SprouT」の3人に対しても同様のスタンスを取っていたが、響たちに押し切られる形で中盤以降は彼女たち3人には呼び捨てで呼ぶようになった。同僚かつ先輩の律子に対しても「律子さん」呼びで、敬語を使っている。
駿河 恭平（するが きょうへい）
声：浅沼晋太郎（第1巻特装版付属ドラマCD）
漫画『眠り姫』に登場する千早のプロデューサー。根は熱い人物で、千早に歩み寄るべく密かに音楽の勉強をしていたり、渋滞で動けなくなったタクシーから最後まで話を聞かずに飛び出した千早を抱えてテレビ局まで疾走したことがある。
しかし少々頼りないところもあり、スケジュール設定をミスしたり千早と意見が合わずに衝突することも。
アニメ『THE IDOLM@STER』関連作品のプロデューサー
声：赤羽根健治
上記アニメ関連作品および『SHINY FESTA』の付属アニメに登場する本名不明のプロデューサー。765プロにやってきた新人のプロデューサーで、一人称は「俺」。担当声優の名前から「赤羽根P」とも呼ばれている。
第1話での初登場時は社長（高木順二朗）からの指示で、ドキュメンタリー取材のカメラマンと称して事務所を訪れる。物語も彼の視点で描かれ、台詞も字幕で表示される演出がされており、スタッフロールでも「カメラマン」とクレジットされていた。正体が明かされたのはエンディングクレジットの後であり、ここで初めて容姿が明らかになった。
眼鏡をかけた青年。自動車の運転免許を持っている。年齢は明らかにされていないが、『SHINY FESTA ファンキーノート』のアニメ内で20代であることが明らかとなっている。幼少時に大きな犬に噛まれて以来、雪歩ほどではないが犬が苦手だと語っている。アイドルたちをトップにしようと奮闘しようとするが、焦って失敗するなどの不甲斐ない面も序盤は少なくない。それでも穏和で誠実な人柄で、765プロのアイドルや社員からは慕われている。竜宮小町の結成後も、竜宮小町を含めたメンバー全員のサポートをしており、伊織の相談に乗ったり、あずさに仕事を持ってきたり、臨時でステージに立つ律子の代理としてプロデューサーを務めたりした。劇場版ではその力量が認められ、アリーナライブ終了後にハリウッドへ研修へ旅立つことが決まっている。
本人は運動神経にある程度の自信があるようだが、作中では特別に優れているような描写はない。その一方で、アイドルのために率先して体を張ることも多い。
学生時代にゲームセンターのシューティングゲームをやりこんでいたらしく、この点について真から「男の人って感じ」と評されている。一方で英語の勉強はあまりしていなかったらしく、このことについて劇場版で「学生時代にやっておくべきだった」と語っている。
765プロのアイドルたちに関しても話は聞かされており、伊織の765プロ入りのいきさつや律子が元アイドルであることも知っているが、千早が一人暮らしをしていることは知らなかった。また、あずさと小鳥に対しては敬語を使っており、あずさを原作通りに「さん」付けで、小鳥を「音無さん」と呼んでいる。第14話以降、美希からは「ハニー」と呼ばれるようになる。
アニメ『ミリオンライブ！』では「チーフプロデューサー」として登場する。

### 『L4U!』のプロデューサー
『L4U!』のプレイヤーキャラクター。765プロダクションの社員ではなく、イベントのためファンの中から選考された一般人で、「特別プロデューサー」または「ファン代表プロデューサー」と呼ばれる。ファン感謝祭当日に高木社長と上記プロデューサーが別の仕事で留守になってしまい、後述の音無小鳥と共にファン感謝祭を成功させるため奮闘する。しかし、イベントでの名目上はプロデューサーとなっているが、それはあくまでイベントのファンサービスとして設定されたものであり、実際にアイドルたちへの指示やスケジュール設定は音無小鳥が行っている。またアイドルたちはファン代表プロデューサーに対してあくまでも他のファンと同様の扱いをしているなど、実態は他のファンと変わらない。

### 社長

#### 高木 順一朗（たかぎ じゅんいちろう）
声：徳丸完
年齢：55歳 / 身長：180cm / 体重：73kg / スリーサイズ：社内秘 / 血液型：AB型 / 誕生日：7月6日 / 趣味：カゲ踏みとクレナフレックス
通称「社長」。『1st Vision』および『DS』での765プロダクション代表取締役で、プロデューサーや小鳥直属の上司に相当する。本編ではシルエットのみ現れるが、765プロダクション公式サイトの会社案内では顔写真が公開されている。かつてはプロデューサーを務めていたことがあり、最初にプロデュースしたアイドルは「ワンダーモモ」と語っている。自分自身のルールとして絆を重視しているが、皮肉にもそれが社長の過去にまつわる悲劇にも繋がっているらしい。
家族構成に関しては漫画『ブレイク!』の主人公である孫・高木祐太郎と、『2』以降社長職を引き継ぐ従兄弟・高木順二朗がいること以外は不明。性格は威厳を感じさせる一方、コミカルでお調子者なはっちゃけた一面も見せる。
『SP』のパーフェクトサンとワンダリングスターの通常EDでは、黒井社長から「彼女らのことはあきらめたらどうだ」と言われているが、小鳥を含めた「彼女ら」についての詳細は不明ながら、真EDで過去の話として少しだけ触れられており、それが前述の悲劇に関わっている。
『DS』では登場しないものの、765プロが業界屈指の有名プロダクションにのし上がったのは彼の手腕であると評されている。
なお、Xbox 360版では、毎月初週の挨拶や星井美希イベントでのゲスト出演などで、最も多くセリフが追加されている。
あまり表には出てこないが、ライブイベントの際には度々おなじみのシルエットと共に声だけで出演している。ゲーム中でもライブ会場に姿を見せるのは最後のコンサートだけである。2008年1月に『MASTER ARTIST』シリーズ10巻購入特典でプレゼントされた社長のフィギュア（キューブリック）も、いつものシルエット同様真っ黒だった（なお、台紙はゲーム本編に登場する初代765プロ社屋、もとい雑居ビルのペーパークラフトになっている）。ウェブラジオでの発言によると、社長が色黒なのは事実らしく、「みのさんにも負けない」とのこと。
『L4U!』には別の仕事に行っている設定であるため直接登場はしないが、一部のアイドラに登場するほか、社長と音無小鳥がメインのアイドラ「おはよう諸君!」も配信された。初回特典のOVAには登場しない。『SP』予約特典で配布された着せ替えジャケットには「（雪歩の字が）小さくて読めない」と書かれており、音無小鳥のメッセージで「年のせいでは?」とツッコミを入れられている。
ゲーム以外でもシルエットだったり体の一部が写ったりするのみだが、漫画『ブレイク!』では全身をはっきりと見せている。
『2』では会長となり、従兄の順二朗に社長の座を任せ、765プロのために日本各地を転々としている。また、PS3版『2』の初回限定版や『G4U!』に付属している「月刊アイグラ!!」の人生相談コーナーにも登場。
テレビアニメ版では登場せず、特に順一朗会長について語られてはいないが、劇場版パンフレットの順二朗社長の紹介においてその存在が触れられている。ただし、「前社長」であるとされているだけで、特にその活動などについては触れられていない。

#### 高木 順二朗（たかぎ じゅんじろう）
声：大塚芳忠
年齢：56歳 / 身長：180cm / 体重：73kg / スリーサイズ：社内秘 / 血液型：B型 / 誕生日：7月6日 / 趣味：カゲ絵とクレナフレックス
『2』以降の765プロダクション代表取締役社長。公式サイトバナーなどで初登場。順一朗の従兄で、順一朗の不在のために代理として社長を務めていると言う。彼もまた順一朗と同じく、かつては黒井社長と共にプロデューサーとして働いていたが、アイドルの育て方の方針で意見が喰い違い、袂を分かったという過去がある。
テレビアニメ版では全身は映るものの、顔はいつも見切れるか何かに隠れており、画面上には映らないように演出されている。善澤記者と「イケてない」宣材写真をネタに盛り上がったり（本人は本気でいい写真だと思っていた）、千早たちの出演した料理番組放送前に一人騒いで小鳥と律子にたしなめられたり、プロデューサーに指示を出した後で不安を口にするなど、コミカルでお調子者、少々頼りないところのあるキャラクターとして描かれていることが多い。一方で、アイドルやプロデューサーに対しては強い信頼を置いていることも描写されている。また、手品が得意な模様。

### 音無 小鳥（おとなし ことり）
声：滝田樹里
年齢：20代後半 / 身長：159cm / 体重：49kg / スリーサイズ：不明 / 血液型：AB型 / 誕生日：9月9日  / 趣味：妄想、TVを見ること、ネット掲示板巡り / イメージカラー：ひよこ色
765プロダクションの事務員の女性。いつも緑色を基調とした事務員の制服を着てインカムを付けた姿で登場し、ゲームでは私服など他の服装で登場したことは一度もなく、関連作品などでも滅多にない。インカムで見えにくいが、口元にホクロがある。身長159cm、体重49kg、スリーサイズは秘密。独身で一人暮らしをしており、本人曰く料理の腕に関してはそれなりに自信があるらしい。亜美・真美からつけられた愛称は「ピヨちゃん」、響からは「ピヨコ」、貴音からは「小鳥嬢」と呼ばれている。765プロのアイドルたちとは異なり、窪岡俊之によるデザインではなく、スタッフによるデザインである。
元々はアーケード版公式サイトのFAQコーナーを担当するキャラクターだった。アイドルマスターの世界が発展していく中で、公式イベントなどの進行役やドラマCDなどにも登場して声のあるキャラクターとなり、『Your Song』で初めて歌を披露、2007年10月24日に彼女が事実上主役のCD『MASTER ARTIST FINALE』が発売された。
『L4U!』ではファン代表プロデューサー（プレイヤー）と共にライブを成功させるナビゲート役としてゲーム初登場。アイドル以外のキャラクターでは初めてシルエット姿でないキャラクターとなった。同作の追加コンテンツ、アイドラ「おはよう諸君!」でアイドルたちのものを流用したモーションで3Dキャラクターとしても登場を果たしている。
公式サイト以外での初登場は2006年1月21日に行われたシークレットライブでのアナウンスで、その後もイベントの進行役として登場している他、以下ライブをはじめとして、最近ではアイドルたちと同様の形でライブに出演することも多い。ゲーム内ではアイドルのように歌うことはないが、CDでは彼女がソロで歌う楽曲が存在するなど、事実上開発スタッフからもアイドルたちに次ぐ扱いを受けている。
「アイドルといえば、アイドルだったかも」「お笑いにはうるさい」といった設定が語られている。歌がうまいのは母親譲りであるらしく、母親は高木社長にも知られる人物である模様。
関連作品のうち漫画『アイドルマスター』、『L4U! 特典アニメ』、『DS』には登場しない。漫画『relations』ではいつもの事務服とは違う服装でプロデューサーのサポートに出かけたり、パーティー会場でドレスを着ている描写がある。また、漫画『ブレイク!』では車を運転している。漫画『Innocent Blue』『Neue Green』では少しだけ登場する。
あずさ・律子・プロデューサーに対しては「さん」付けで呼び、他のアイドルは「ちゃん」付けで呼ぶ。
『2』では事務服の緑色が少し薄くなっており、胸元のリボンの色も彼女のイメージカラーであるひよこ色になっている。『モバイル』では、『SP』同様ナビゲート役を務めているほか、時折イベントシーンで姿を見せる。所属アイドルの中には含まれていないものの、彼女の着ボイスが配信されたことがあるほか、プロフィールに関して本人のコメントを見ることができる。それによると、事務所で事務やお茶汲み、ナビゲート役やライブのナレーションをしている他に社長の自慢話に付き合ったり、アイドルの着替えの手伝いをすることもあるとのこと。『シンデレラガールズ』『SideM』『シャイニーカラーズ』では登場せず、ナビゲート役はそれぞれ新キャラクターの千川ちひろ、山村賢、七草はづきが担当している。
テレビアニメ版においてもゲームと同様の描写がなされており、人手が足りないときには営業の手伝いをするほか、妄想する様子も再現されている。また、インカムは第13話のライブでは着用しているがゲームとは異なり通常時は着用せず、私服でも黄色のカチューシャをしている。第21話では、高木社長が行きつけのピアノバー・Unamelaで、歌手として時々歌っていることが明らかになった。
『ミリオンライブ!』では他作品同様にナビゲート役を務めるほか、アイドル育成用のカードとしても登場する。初期段階ではボイスはついていなかったが、2013年9月9日よりボイスが実装され、一部の演出で喋るようになった。また、プロフィールに新たに特技「料理」、好み「アイドルの皆さん」が追加された。

### その他の社員
ゲームではプレイヤーの操作するプロデューサーと高木社長、そして音無小鳥事務員以外の765プロダクションの社員は登場しない。以下は関連作品に登場した765プロダクションの社員である。
杜若 薫（かきつばた かおる）
声：豊口めぐみ
『DRAMA CD NEW STAGE 01』に登場するゲストキャラクター。765プロダクションの新入社員で、プロデューサーの補佐を担当する美人。文武両道にしてどんな仕事もソツなくこなす有能ぶりを見せ、アイドル候補生たちの人気を一挙に集める。

## 876プロダクション
876プロダクション（バンナムプロダクション）は『THE IDOLM@STER Dearly Stars』の舞台となる芸能事務所。765プロとはある程度の親交がある。活動は基本的に全てアイドルに任せている。
担当声優は「THE IDOLM@STER 4th ANNIVERSARY PARTY SPECIAL DREAM TOUR'S!! IN TOKYO」にて発表され、その模様はニコニコ生放送で中継された。三瓶はビデオレターで出演している。
テレビアニメ版には、第10話に下記3人がゲスト出演したほか、第18話のエンディングにもワンカット登場し、第25話（最終話）のエンディングでも善澤記者の取材に応じる場面が描かれている。劇場版・『シンデレラガールズ（アニメ版）』には登場しないが、背景に飾られているポスターや看板に3人の姿が描かれている。『ミリオンライブ!』では、2015年4月に行われたイベント報酬として登場した春日未来、伊吹翼、大神環のカードの背景に描かれる形で初登場した。
『2』には、PS3版にのみDLCのスペシャルアイドルとして3人を登場させることができる（3人同時のステージは不可能）。また、『G4U!』ではVol.7で愛、Vol.8で絵理、Vol.9で涼の撮影が可能なモードが搭載されている。『OFA』では、通常は一人ずつしか登場しないが、スペシャルゲストとして3人が同時にステージに立つことができるDLCが配信されている。『シンデレラガールズ』では2016年12月から始まった5周年記念のコラボイベントに伴い、追加アイドルとして登場。
所属するアイドルの基本データは以下の通り。

### 876アイドル基本データ一覧
- イメージカラーの欄でソートすると元の順序に戻る。（765アイドル一覧 / Jupiter一覧 / DIAMANT一覧も参照）

| 名前/読み/声                           | 年齢/学年 | 身長          | 体重 | スリーサイズ | スリーサイズ | スリーサイズ | 血液型 | 誕生日 | 性格 | 一人称                                 |
|                                        |           |               |      |              |              |              |        |        |      | イメージカラー                         |
| -------------------------------------- | --------- | ------------- | ---- | ------------ | ------------ | ------------ | ------ | ------ | ---- | -------------------------------------- |
| ひだか あい 日高 愛 声：戸松遥         | 13        | 149cm         | 40kg | 78           | -55          | -79          | O型    | 6/25   | 元気 | あたし スプラッシュレッド              |
| みずたに えり 水谷 絵理 声：花澤香菜   | 15        | 152cm         | 36kg | 82           | -53          | -76          | B型    | 3/7    | 大人 | わたし イノセントブルー                |
| あきづき りょう 秋月 涼 声：三瓶由布子 | 15 高1    | 162cm ↓ 164cm | 54kg | 80           | -59          | -80          | O型    | 9/15   | 度胸 | 私（女装時） 僕（普段） ノイエグリーン |

### 日高 愛（ひだか あい）
声：戸松遥
『DS』の主人公の一人。趣味はバーゲンの一点買いと金魚すくい。過去にアイドルアルティメイト（以下IU）で優勝経験のある元トップアイドル・日高舞の娘。偉大な母親というコンプレックスと2世タレントとしてのプレッシャーを常に抱えているが、同時に母を尊敬し誇りに思っており仲は良い。
新人アイドルのオーディションに何度挑んでも合格できずにいたが、ある日のオーディションに特別審査員として参加していた765プロの有名アイドル・天海春香との出会いが彼女を876プロへと導くことになる。愛は春香に「リボンの似合う、明るいおひさまみたいな人」と素直な強い憧れを抱いている。趣味は金魚すくい、バーゲンの一点買いで自分の部屋にあるパンダのぬいぐるみはバーゲンでのある出来事により手に入れた。好物はシュガーパイ、苺牛乳。嫌いな物は梅干。泳ぎが苦手である。気合が入ると右腕が上がる癖がある。また、語尾に感嘆符をつける癖もある。瞳は赤、髪型は茶色がかった赤のミディボブにアホ毛が2本生えている。公式サイト内のアイドル名鑑では新たに出身地「神奈川県」が追加された。
明るく猪突猛進な性格で、歌が大好き。ハイテンションなときは天をも突く勢いだが、落ち込むときは地の底まで落ち込むという、繊細な面があるが立ち直りは早い。お小遣いは月3,000円であったり、夜遅くまでゲームをしていたりと中学生らしい一面も目立つ。本人曰く、芸能界は「ずがーんと体当たりで突き進みますっ!押してダメでも、押し破っちゃえばなんとかなりますよねっ!」。

### 水谷 絵理（みずたに えり）
声：花澤香菜
『DS』の主人公の一人。趣味は映像編集とジグソーパズル。アイドル候補生になる前は引きこもりで、ネットアイドルELLIE（エリー）として活動していた少女。そのため、長時間しゃべっていると疲れてしまう。フリープロデューサーの尾崎玲子にスカウトを受けて876プロに入る。876プロではプロデューサーの手でプロデュースされている唯一のアイドルでもある。映像編集などのPCスキルに長け、会話の際、語頭に三点リーダ（…）、語尾に疑問符がつくことが多い。気弱な性格だが、思ったことをズバッと言う節がある。好物は干し芋。携帯の電波が届かない場所が苦手。公式サイト内のアイドル名鑑では新たに出身地「千葉県」が追加された。
自分は苦手と公言しているものの、実際は歌が上手い。しかし、そもそも習っていたというわけでもなく、876プロに入ってからレッスンを受けている模様。ネットアイドル時代は「踊ってみた」系の動画を投稿していた。映像編集で身につけた光源に関するノウハウを活かし、最も見栄えのいいポジションを事前に割り出し、ビジュアルで勝負するタイプ。
普段着は制服、ピンクのブラウスに茶のブレザー、胸元にピンクのリボン、スカートは当初は赤だったが、イメージカラーに合わせて青のチェックに変更された。瞳は青、髪型は青みがかった黒のミディアムレイヤーストレートをヘアクリップで左側にまとめている。彼女の物語は尾崎との交流が中心となる。
販促の一環で本人のブログ「Fountain of Ellie」が存在する。2010年10月26日、絵理のブログをホストしていた『バナフェス！offy』サービスが『バナパスポート』に統合されたためブログアドレスが変更。2013年6月28日にバナフェス!タウンのサービス終了によりブログもリンク切れとなった。
スリーサイズに関しては実際の数値ではなくアイドルになってから多少の変化をした様である。実際に初期は油モノが苦手という描写があるがアイドルになってから始めたという設定のブログの方ではかなりの健啖家になっている。
シナリオの進め方によっては純粋なアイドルとは違う才能を発揮していくこととなる。

### 秋月 涼（あきづき りょう）
声：三瓶由布子
『DS』の主人公の一人。趣味は掃除とお料理。765プロの有名アイドルの一人・秋月律子の従姉弟で劇中での関係は姉弟に近い。世間一般には女性アイドルとして認識されているが、実は男で、アイドル活動時は女装した上で女性として振舞っている（いわゆる男の娘）。女装時はパッドを使用しているため、スリーサイズのバストはパッド込みの数値である。正体を知っているのは従姉の律子と、876プロ内では石川社長とまなみ、専属マネージャー（シナリオ後半）だけで、彼の正体を見抜く人物も響と貴音、武田らごく少数である。ゲームでは初のシルエットではない男性キャラクターになる。
男性から何度も告白されてしまう不遇な自分を変えるため、イケメンアイドルを目指して律子を頼るものの、「765プロでは無理」と断られてしまう。代わりに876プロを紹介されるが、成り行きで女性アイドルの代役として女装してステージに立ったことで、女性アイドルとしての実力を見出され、男性としてデビューできると言うまなみの言葉から876プロへの所属を決めるが、石川社長が女性としてしかデビューさせないとして、女性デビューが決定される。当初は嫌がるが、女性アイドルとして成功してみせれば男性アイドルとして再デビューすることを検討するという口約束を条件に、渋々これを承諾する。
物腰が柔らかく落ち着いているが、芯は男らしくて強い。特技は料理、ダンスなどで特に料理に関しては休日に料理の仕込みから入るなどかなり入れ込んでる（ゲーム中の発言によると、「大根とお揚げの味噌汁を作るのが一番好き」）。怪談や幽霊、高所が苦手。褒められると若干うろたえてしまう。女顔でスレンダーなスタイル。共学校に通っているにも関わらず、男子に告白される。また、自宅は実家ではなく下宿に一人暮らしである。「ぎゃおおおん!」という悲鳴が特徴。
瞳は茶、髪型は茶のショートエアリーボブにアホ毛が2本生えている。女装時はジャンパースカートを着用しており眼鏡を外している。普段の少年としての姿では、律子を彷彿とさせる黒縁でスクエアフレームの眼鏡をかけ、「@」と「RITSUKO」の文字が入った律子のファンアイテムの緑色のTシャツを着ている。
『SideM』では男性アイドルグループ・「F-LAGS」のメンバーとして再デビューする。プロフィールの変更点は、身長が164cmに、特技が料理から変装になり、新たに、出身地：東京、右利き、靴のサイズ：24.5cmが追加された。『DS』でのコンバートに成功後、315プロで男性アイドルとして再デビュー。現在は876プロと315プロの両方に所属している状態となっている。876プロの仲間にクッキーを焼くなど、関係が続いている様子が随所に描かれている。女装アイドル時代の癖はまだ完全には抜けきっていない模様。テレビアニメ版『SideM』では第3話に登場するが、315プロのアイドルとしてデビューする前の時系列であり、876プロ所属の女装アイドルの姿で登場する。
『シンデレラガールズ』の876プロコラボイベント時は女装アイドルの姿で登場。身長も162cmのままのため、このイベントはコンバート前の時系列であることがわかる。

### vα-liv
2023年4月より開始されたバーチャルライバーによるアイドルプロジェクト。2024年3月の最終審査でアイドル候補生全員が876プロ所属のライバーアイドルとしてアイドルデビューすることが決定した。
灯里 愛夏（ともり まなか）
上水流 宇宙（かみずる こすも）
レトラ（サラ レトラ オリヴェイラ ウタガワ）

### 876プロダクション社員
石川 実（いしかわ みのり）
声：早水リサ
876プロダクション社長。ゲームシリーズ初の女社長。高木順一朗や五十嵐幸夫とは旧知の仲であり、元プロデューサーという経歴を持つ。
岡本 まなみ（おかもと まなみ）
876プロ所属のマネージャー。大きな眼鏡とお下げ髪、アホ毛が特徴。
律子の連れてきた涼を女性と思い込み、別のアイドルの代役として女装させて初舞台に上げた。アイドルたちからは慕われているものの、外部との交渉能力が極端に低いため社長から解雇を通達されたが、電撃復帰した日高舞にマネージャーとしてスカウトされたことで愛と再会することになり、その後も随所でサポートした。展開次第では愛の後輩アイドルとなる。
テレビアニメ版では最終話のエンディングで姿のみ登場。
『シンデレラガールズ』にはイベント「ディアリースターナイト 〜聖夜のキセキ〜」でボスキャラクターとして登場する。
尾崎 玲子（おざき れいこ）
声：浅川悠
フリーランスのプロデューサー。絵理の動画を見て彼女をスカウトし、絵理専属プロデューサーとして内気な彼女を支える。また、愛や涼に対してもサポートしたり的確なアドバイスを送ったりもし二人曰く、クールでかっこいい人。876プロに出入りしているが、あくまでフリーの外部スタッフなので事務所には「たま〜に居る」。絵理に対しては名前で呼び、愛、涼には苗字にさん付けして呼ぶ。展開次第では愛、涼も名前で呼ぶ。
実はFランクで終わったアイドルデュオユニット「riola（リオラ）」の元メンバー。事務所社長が匿名掲示板の誹謗中傷を受けており、そのとばっちりを受けFランクで引退に追い込まれてしまう。そういった苦い経験からインターネットのコミュニティを極端に嫌っており、そのためネットアイドルのサイネリアとは非常に仲が悪く、会う度に本人が認めていない本名の「鈴木さん」で呼んでいる。絵理のブログで露出してからはネット上で「オザリン」と呼ばれるようになる。絵理がアイドルをする理由そのものとも言える存在だが、展開次第では絵理と袂を分かち新しくプロデュースしたアイドルを絵理にぶつけてくることになる。
スリットの入ったスカートを穿いているが、漫画『Innocent Blue』では長ズボンになっている。単行本の描き下ろしでは驚くほどスタイルが良いという描写がある。
『シンデレラガールズ』にはイベント「ディアリースタークエスト 〜夜桜奇譚〜」でボスキャラクターとして登場する。

## 961プロダクション
961プロダクション（くろいプロダクション）は、『SP』から登場する765プロのライバルとなる大手芸能事務所。961プロダクション公式サイトが公開されている。
『SP』では「Project Fairy（プロジェクト・フェアリー）」と銘打って、我那覇響、四条貴音、星井美希の3人をデビューさせる。
『2』ではシリーズ史上初の男性アイドルユニット「Jupiter（ジュピター）」をデビューさせる。
テレビアニメ版においては第10話からプロダクションとして本格的に登場する。

### 黒井 崇男（くろい たかお）
声：子安武人
年齢：54歳 / 身長：178cm / 体重：74kg / スリーサイズ：B92/W69/H93 / 血液型：A型 / 誕生日：9月6日 / 趣味：フランス語、鏡を見ること
961プロダクション社長。キザな性格で、口が達者。フルネームは961プロダクションの公式サイトが公開された際、初めて公表された。
順一朗が理想とする「絆」を嫌い、「孤独こそが人を強くする」という思想を持っている。そのため961プロにはプロデューサーが一人もおらず、また別プロダクションとの交流も控えるようにスタッフ並びにアイドルに徹底させている。他のプロダクションの中でも特に765プロには敵意を持っており、悪いガセネタを所属アイドルに吹き込むなどの悪質なことをする他、頂点に立つためには卑怯な手段も厭わない、という考えも持つ。ただし、人材発掘能力は非常に高く、スカウトにも意欲的で、後述の「Project Fairy」や「Jupiter」も彼自身が見出したものであり、「Project Fairy」の美希は765プロでデビュー待ちと知るや是が非でもと引き抜いている。このように、やり方は強引で口は悪いが、仕事に対する真剣な一面を見ることもできる。
彼の可愛らしい字や、「Project Fairy」の3人を「ちゃん」付けで呼ぶなど、一見すると良い人そうだが、実際はアイドルたちのことは自分が頂点に立つための駒くらいにしか思っていない。そのため、『SP』ではIU予選で765プロのプロデューサーやアイドルと衝突を繰り返していくうちに本性が出始め、遂には怒りの矛先を響・貴音・美希にも向けるようになる。テレビアニメ版では「Jupiter」の3人に対し駒だと言い放ち、自分の指示に従っていればよい、と高圧的な態度を露わにしている。
昔、順一朗と共にプロデューサーとして働いていたことがあり、その頃に確執ができたらしい。彼の台詞から察すると小鳥の経歴も知っているようである。確執は順二朗との間にもあり、テレビアニメ版では、順二朗と同じ頃にプロデューサーとして働きはじめ、当初は良きライバルであり友人という関係だったが、やがてアイドルの育て方における意見の喰い違いから袂を分かったとされる。それ以来、自分の考えは間違っていないという姿勢を貫き通している。漫画『朝焼けは黄金色』では、琴美のイベントドタキャンの一件が順二朗との対立の大元とされている。
『DS』には登場しない。
『2』では前述の通り男性アイドルユニット「Jupiter」を率いてアイドルアカデミー大賞に挑む。
テレビアニメ版では、回し者や圧力といった手段で765プロに数々の妨害や挑発を仕掛けるが全て失敗した上、これらの悪事を知った「Jupiter」にも見限られてしまう。最終回では765プロの新社屋建設を請け負っていた建築会社を計画倒産させ、建築費用を騙し取ってしまった。ただ、順二朗と善澤記者曰く「根は悪い人ではないが、想いが強過ぎて、表現方法を間違ってしまう不器用なヤツ」とのこと。劇場版および『シンデレラガールズ（アニメ版）』には登場しない。
『ミリオンライブ!』ではプラチナスターライブ 最終シーズン（シーズン5）のPVナレーションを担当し、ストーリーに登場する。
『SideM -Episode of Jupiter-』『GROWING STARS』では回想にのみ登場。
『ステラステージ』では961プロに所属していたJupiterが自分の元から離れてしまったことを根に持っており、その失敗から娘の詩花に対して過去の誤ちを繰り返すような想いをしたくないと望んでいる。
『学マス』では、961プロが出資したアイドル養成学校・極月学園の理事長として登場する。

### Project Fairy（プロジェクト・フェアリー）
我那覇響、四条貴音、星井美希の3人。詳しくは各人の項目を参照。『SP』の最後に765プロへと移籍する。『DS』以降の作品では最初から765プロダクション所属のアイドルとして登場。

### Jupiter（ジュピター）
- イメージカラーの欄でソートすると元の順序に戻る。（765アイドル一覧 / 876アイドル一覧 / DIAMANT一覧も参照）

| 名前/読み/声                                 | 年齢 | 身長  | 体重 | スリーサイズ | スリーサイズ | スリーサイズ | 血液型 | 誕生日 | 性格 | 一人称 | 主人公への呼称                                  |
|                                              |      |       |      |              |              |              |        |        |      |        | イメージカラー                                  |
| -------------------------------------------- | ---- | ----- | ---- | ------------ | ------------ | ------------ | ------ | ------ | ---- | ------ | ----------------------------------------------- |
| あまがせ とうま 天ヶ瀬 冬馬 声：寺島拓篤     | 17   | 175cm | 57kg | 81           | -65          | -80          | B型    | 3/3    | 度胸 | 俺     | あんた プロデューサー 赤                        |
| いじゅういん ほくと 伊集院 北斗 声：神原大地 | 20   | 180cm | 64kg | 86           | -76          | -87          | O型    | 2/14   | 大人 | 俺     | プロデューサーさん プロデューサー そっちの人 青 |
| みたらい しょうた 御手洗 翔太 声：松岡禎丞   | 14   | 163cm | 49kg | 77           | -60          | -79          | AB型   | 4/20   | 元気 | 僕     | お兄さん プロデューサーさん 緑                  |

#### 天ヶ瀬 冬馬（あまがせ とうま）
声：寺島拓篤
黒井が水面下で準備していた男性ユニット「Jupiter」のリーダー。茶髪のミディアムヘアにアホ毛が生えている。傲岸不遜で口が悪くぶっきら棒だが、仕事熱心でプロ意識が強く、曲がったことが大嫌いな熱血漢。アイドルの世界は個人の実力が全てと考え、仲間との馴れ合いを嫌うなど、冷徹な態度を貫こうとするが、根は単純で、北斗と翔太にはよくからかわれている。ただ、冬馬の方も彼らを嫌っているわけではなく、互いの仲はそれなりに良い。趣味はサッカー、料理、フィギュア集め。
アイドルとしての実力は、黒井が公言するだけのことはあって非常に高く、あるフェスでの竜宮小町との対戦で、彼一人で圧勝してみせたほど。そのためPS3版のエクストラモードにおいては竜宮小町の乗り越えるべき壁となって立ちはだかり、プロデューサーの指導を受けたメンバーが雪辱を賭けてIUで対決することとなる。亜美・真美に付けられた愛称は「あまとう」。ストーリーでは春香と多く関わっている。
テレビアニメ版・アニメコミカライズ版でも性格や思想はゲームと同様。当初は黒井社長の言葉を真に受け、765プロのことを「汚い手を使う会社」と思い込み、765プロのアイドルやプロデューサーに対して強い敵意をむき出しにした態度を取っていた。後に実際には黒井が765プロに対して裏で妨害工作を行っていたことを知り、彼に対して怒りを露わにするようになる。最後は一向に態度を改めない黒井を見限り（コミカライズ版ではこの時に黒井を殴ろうとして掴みかかり、北斗と翔太に制止されている）、765プロのプロデューサーにこれまでの自分の不当な敵意を謝罪した後、北斗・翔太と共に一からやり直すことを決意して961プロを去る。その後インディーズ活動に転じてからは、765プロの「団結力」や「仲間との絆」を源とする姿勢を見習うようになるなど心境の変化を見せた。劇場版においても態度自体はあまり変わっていないが、アリーナライブには3人で姿を見せており、315プロ移籍のきっかけの一つとなっている。
漫画『Jupiter』において、母親が死んで父親と2人暮らしであったという設定が明らかになっている。また、アイドルになった経緯も描かれており、友人に唆されて参加したボーカリストコンテストでグランプリをとり、その実力を黒井社長に買われてアイドルにスカウトされたとしている。
黒井社長に北斗と翔太を紹介され、「Jupiter」を結成するが、父親の転勤でアイドルをやめさせられそうになる。その際に黒井社長が父親を説得してくれたことでアイドルを続けている。黒井社長が「Jupiter」を売るために汚いことをしていると知り、喧嘩別れのような形で事務所を辞める。その後「ゴールドプロダクション」に移籍するが、黒井社長への恩義から、事務所移籍後にメッセージを送っている。
女性に免疫がなく、見つめあうだけで照れてしまうほど初心。ファンを大事にしており、ファンのためにより良いパフォーマンスを見せようとした結果、怪我をしてしまうといったところもある。
『2』では765プロのプロデューサーからよく名前を間違われる。「天ヶ崎竜馬」や「鬼ヶ島羅刹」、「ピピン板橋」など。また、漫画『D@YS OF Jupiter』では「ピピン」と書かれたTシャツを着ている。『SideM』でも、冬馬をイチオシユニットに含めると、プロデューサーに名前を間違えないように釘を刺してくることがある。
『SideM』では315プロ所属アイドルとして登場。元961プロ所属アイドルとなっている。新たにプロフィールに、出身地：神奈川、特技：スパイスからのカレー作り、右利き、靴のサイズ：25.5cmが追加された。『シンデレラガールズ（アニメ版）』では、第1話に登場した電車の中吊り広告や背景のポスターにおいてその姿を見ることができ、第9話ではクイズ番組の問題に「全国制覇！！」の煽り文句と共に、シルエットで登場した。ユニット名のロゴデザインは『SideM』と同じ。

#### 伊集院 北斗（いじゅういん ほくと）
声：神原大地
黒井が水面下で準備していた男性ユニット「Jupiter」のメンバーで、最年長かつ最も背が高い。髪型は金髪のソフトモヒカン。趣味はピアノ、バイオリン、デート。女好きなプレイボーイで、女性には優しく接する。男性にもそれなり。物腰が柔らかく淡白な性格で、感情的になることは少ないが、軽薄でキザな言動が目立つ。挨拶時の台詞は、「チャオ☆」。亜美・真美に付けられた愛称は「ほくほく」。ストーリーでは真と多く関わっており、初対面にもかかわらず彼女に話しかけ、ナンパをしたりしてくる。
テレビアニメ版およびアニメコミカライズ版でも性格や思想はゲームと同様。女好きな一面はあまり描写されていないが、ダチョウをナンパする描写がある。冬馬同様、当初は黒井社長の言葉を真に受け、765プロを信用しておらず、春香達を憐れむような態度を取っていた。ジュピターの中では冷静で常識的な態度が目立ち、黒井の妨害工作を知って怒りを見せる冬馬を諫めたり制止した一方で、961プロを辞めることを決意した冬馬に対しても「ここまでこじれては仕方がない」「（自分たちはどうするのかと聞かれ）決まっている」と理解を示した。劇場版にも登場し、相変わらずな冬馬を「素直じゃない」と評した。
漫画『D@YS OF Jupiter』では家族構成が明らかになっている。父親はバイオリニストで母親はピアノ教師、妹は将来を有望されたフルート奏者であるなど、音楽一家である。北斗自身もピアニストを目指していたが、高校生の頃に腱を痛めてしまい諦めた。
アイドルになる前は961プロ所属のモデルであり、黒井社長に「Jupiter」のメンバーとして集められ、アイドルになった。
『SideM』では315プロ所属アイドルとして登場。元961プロ所属アイドルとなっている。新たにプロフィールに、出身地：京都、特技：高速ネコふんじゃった、右利き、靴のサイズ：26.5cmが追加された。「S.E.M」の舞田類と同じ大学のテニスサークルに所属していたことが判明している。

#### 御手洗 翔太（みたらい しょうた）
声：松岡禎丞
黒井が水面下で準備していた男性ユニット「Jupiter」のメンバーで、最年少かつ最も小柄な体格。緑がかった少し長めの髪に黒いヘアーバンドを着用している。バック宙返りができるほど運動神経が高く、常に活動的。無邪気で素直そうな印象だが、実際は小生意気かつ強かな面があり、思ったことははっきりと口にするタイプ。悪戯好きで、冬馬を弄って楽しんでいる。ファンからは「しょうたん」と呼ばれている。ストーリーではやよいと多く関わっている。黒井のことは「黒ちゃん」と呼んでいる。趣味は寝ること、親孝行。
テレビアニメ版およびアニメコミカライズ版でも性格や思想はゲームと同様で、当初は黒井社長の言葉を真に受け、黒井が765プロに対して裏で妨害工作を行っていたことを知るまでは、765プロを何処か信用していない一面が多かった。アニメ版では冬馬が黒井に愛想を尽かした際には「潮時」と語り、アニメコミカライズ版でも激怒して黒井を殴ろうとした冬馬を「黒井を殴っても何にもならない」と制止。一からやり直す決意をした冬馬に「一蓮托生」と、その考えに理解を示している。小生意気な一面はあまり描写されていない。劇場版にも登場し、冬馬の発言の真意を春香に伝えている。
3人の姉がいる。アイドルになった理由は、北斗のファンである2番目の姉が北斗に近づくために勝手に応募したから。
カナヅチで泳げず、学校の水泳の授業は泣き落としで出ていない。学校では髪を下ろして目立たないようにしている。プロフィールにある親孝行は適当にかいた嘘であるなど、腹黒い面もある。育ち盛りなのか大食いである。甘いものが好きと言う描写もあるが、嫌いと言う描写もあるため、どちらなのかははっきりとしない。
『SideM』では315プロ所属アイドルとして登場。元961プロ所属アイドルとなっている。新たにプロフィールに、出身地：東京、特技：バク転、左利き、靴のサイズ：24.5cmが追加された。

### DIAMANT（ディアマント）
玲音と詩花は当初はソロアイドルとして登場。『シアターデイズ』では、両者がユニット「ZWEIGLANZ（ツヴァイグランツ）」を組んで登場する。
『スターリットシーズン』では亜夜を加えたトリオとして、ユニット「DIAMANT（ディアマント）」を結成する。
- イメージカラーの欄でソートすると元の順序に戻る。（765アイドル一覧 / 876アイドル一覧 / Jupiter一覧も参照）

| 名前/読み/声             | 年齢 | 身長  | 体重 | スリーサイズ | スリーサイズ | スリーサイズ | 血液型 | 誕生日 | 性格 | 一人称 | 主人公への呼称      |
|                          |      |       |      |              |              |              |        |        |      |        | イメージカラー      |
| ------------------------ | ---- | ----- | ---- | ------------ | ------------ | ------------ | ------ | ------ | ---- | ------ | ------------------- |
| れおん 玲音 声：茅原実里 | ??   | ??cm  | ??kg | ??           | -??          | -??          | ??型   | ?/?    |      | アタシ | プロデューサー キミ |
| しいか 詩花 声：高橋李依 | 17   | 158cm | 43kg | 82           | -53          | -80          | A型    | 9/16   |      | 私     | プロデューサーさん  |
| あや 亜夜 声：日高里菜   | 15   | 156cm | 43kg | 74           | -53          | -78          | B型    | 9/6    |      | あたし | プロデューサー      |

#### 玲音（レオン）
声：茅原実里
『ONE FOR ALL』から登場するライバルアイドル。アイドルランクはランクの枠を超えた「オーバーランク」であり、勝ち負けよりも観客を楽しませることを考えてステージに立つ「ナチュラルボーン・アイドル」。
ドラマCD『765プロが行く！トップアイドルのお仕事見学』では961プロ所属アイドル・苗字がカミイズミ（漢字表記不明）であることが語られている。玲音が961プロ所属である設定はゲーム中では語られず、ドラマCDのみで語られていたが、『マストソングス』では玲音の楽曲は961プロのものとして分類されている。
『ミリオンライブ！』にも登場。イベント「アルティメットライブアリーナファイナルリーグ」のライバルとして登場する。
『シアターデイズ』にも登場。新たに実装されたゲストコミュの第一弾である「絢爛と顕る伝説の来宴」で実装された。属性は後述の詩花と同様Exとなっている。ただし詩花とは異なり『シアターデイズ』への実装に伴うプロフィールの追加は行われていない。詩花とは旧知の仲であり、彼女からは「お姉さま」と呼ばれている。他所のアイドルに対しては基本名字で呼んでいる。

#### 詩花（しいか）
声：高橋李依
『ステラステージ』から登場するライバルアイドル。趣味はオルゴール集め・ロボのおもちゃ。オーストリアからの帰国子女であり、楽都ウィーンで一通りの音楽を経験して育ったので、音楽に対する基礎が備わっている。またバレエやファッションモデルの経験もある。アイドルという存在を知ったことで、それを志し、さらに上をめざすために、アイドル大国である日本へと渡ってきた。
その正体は黒井社長の娘であり、父親のアイドル孤高主義を改めさせるために自ら961プロに所属したことが判明する。
『シアターデイズ』にも登場。イベント「プラチナスターツアー ～ Blooming Star ～」で実装された。属性はExとなっている。新たにプロフィールに、利き手：右、特技：クロール、好きなもの：アイドル活動が追加された。アニメ『ミリオンライブ！』では11話に登場。765プロライブシアターのこけら落とし公演に来ていた。
漫画「朝焼けは黄金色」では幼少期の詩花が登場する。

#### 亜夜（あや）
声：日高里菜
『スターリットシーズン』から登場するライバルアイドル。高校1年生、出身地：神奈川県、趣味はトレンドを追いかけること・カプセルトイ集め。元々は961プロの裏方スタッフだったが、「961プロの秘蔵っ子」という触れ込みで「DIAMANT」のセンターに抜擢されアイドルデビューする。誰よりも凄い完璧なアイドルに憧れ、到達することを目指すストイックな性格。心白とは過去に因縁がある模様。
エンディング後は0936プロに移籍し、心白と共にユニット「アルバノクト」を結成するが、その後も961プロと関係を続けている。
亜夜役には指名という形で日高が選ばれており、日高本人は『アイマス』シリーズはオーディションで選ばれることが多いと聞いていたが、指名で役が選ばれることを知って驚いたとファミ通とのインタビューの中で話している。
また、日高が起用された際はTwitterで彼女の名前がトレンド入りするほどの反響を見せており、このことについて日高は「大勢の方に注目されてとてもうれしかった一方で、『アイマス』は多くのファンに期待されているコンテンツなんだなと再確認できたので、背筋が伸びる思いがしました。」と述べている。
日高は、アイドルに対する情熱を持つという設定を見た際に運命を感じたとインタビューの中で述べている。また、自分も幼少期から芸能界に身を置いていたため、彼女の気持ちがよくわかるとも話しており、とても演じやすかったとも述べている。
その一方で、彼女の気持ちに寄り添いすぎたがために、スタッフから「序盤はもっと強く当たるように」と指示を受けることもあったと話しており、亜夜の行動の理由を理解しつつも、プレイヤーへの当たりが強すぎて嫌われるのではないかという不安があったが、スタッフからは「嫌われていいので、もっと強く」と言われたと振り返っている。

### その他の社員
ゲーム本編やテレビアニメ版では黒井社長以外の社員の描写はないが、漫画『The world is all one !!』では情報部などの部署があり、多数の社員が所属しているとされる。以下は関連作品に登場した961プロの社員である。
三条馬 静（さんじょうば しずか）
漫画『D@YS OF Jupiter』に登場する「Jupiter」のマネージャー。26歳。翔太からは「ジョバちゃん」と呼ばれている。
のほほんとした性格ではあるが、細かい気配りなどマネージャーとしては優秀で、料理も得意。「Jupiter」との仲は良好。
単行本カバー下の描き下ろし漫画『D@YS OF マネージャー』では、それぞれ手のかかる部分が「Jupiter」の3人と似通っている弟3人が登場（顔は「弟①」「弟②」「弟③」としか書かれていない）。

## その他の芸能事務所

### 西園寺プロダクション
小説版第2巻と漫画『アイドルマスター』に登場。だが、両作品での設定に特に関係性はみられない。
河野院 涼介（こうのいん りょうすけ）
小説版に登場。「ウーパールーパーっ娘クラブ」をプロデュースし、一躍有名になった音楽プロデューサー。下品な笑いと独特な口調、図々しい態度とでっぷり太った体格が特徴。律子が不採用となる直接の原因となった人物で、田崎恵をコネで西園寺プロにねじ込んで以来、頻繁に出入りしている。その後もインターネット上で注目され始めた律子たちの活動に対し、コンサートホールやレコーディングスタジオを押さえる、田崎恵を前面に押し出し、雑誌タイアップ企画を潰すなどの妨害工作を行った。律子と共に営業に精を出す春香にも手を出そうとしたことがある。
田崎 恵（たざき めぐみ）
小説版に登場する河野院が連れてきたマネージャー候補。河野院がかつてプロデュースしたアイドルの友人の娘で20歳の短大生。採用試験の際に律子と出会う。その場で不採用となった律子に代わり、河野院がコネで西園寺プロにねじ込んだ。河野院同様の図々しい態度と、どこか女子高生然とした口調が特徴。スタイルやルックスは良く、髪を金髪に染めている。河野院によってマネージャー兼アイドルとして押し出されたが、作中では彼女の活動内容が描かれておらず、実力は不明。
田中 真人（たなか まこと）、村上 健（むらかみ けん）
小説版に登場する西園寺プロダクション社員。田中はマネージメント業務担当、村上は人事担当。律子の面接試験の際、田中がトレンディドラマ風の男に扮し、村上は面接官を担当。マネージャー志望として入社試験に臨んだ律子を理不尽な理由でなじった上に不採用とした。後に765プロでアイドル候補生として活動する律子に2人して光るものを感じ取るが、面接での一件を後悔している様子で、彼女の引き抜きを提案する田中に対し、村上は面接時の自分達の対応を理由に半ば諦めている。律子を嘲笑するなど、二人して陰湿な性格をしていたが、流石に河野院の考え方はあまり相容れない模様。河野院の傍若無人な態度に振り回され気味で、妨害工作を立案した河野院に対して2人揃って何となく不安を感じている。
小早川 瑞樹 （こばやかわ みずき）
漫画版でのライバル役となるアイドル。自信家でツンデレな性格。765プロのアイドル候補生たちを明らかに格下に見ており、それに違わぬ実力を持つ。しかし、第6話では真にピンチを救われ、番組での人気も持って行かれてしまった。担当プロデューサーは瑞樹の兄。作者曰く、シナリオにはライバルとなるアイドルとそのプロデューサーについては名前の設定が無く、名字を考えるのが面倒だったので兄妹にしたとのこと（単行本の後書き4コマ漫画の枠外より）。連載時には名字が「早乙女（さおとめ）」に設定されており、単行本発売時に名字が小早川に改められている。
小早川（こばやかわ）
漫画版に登場。瑞樹の兄で、担当プロデューサーを兼ねる。名前は不明。春香のオーディション参加時に金田プロデューサーと出会い、不遜な態度で挑発した。性格はキザな割にどこか抜けていて、瑞樹曰く暴走するのはいつものことらしい。その割に妹には振り回されがち。どこで名前を知ったのか、第6話では金田Pを名前で呼んでいた。
西園寺 美神（さいおんじ みかみ）
漫画版に登場。西園寺プロダクション社長で、天海春香の歌う原点となった「歌のお姉さん」その人。冒頭で、765プロ所属スタッフとタレントのほとんどを自社に引き抜いた。物語の最後で春香を西園寺プロに引き抜こうとするが、その裏にはある意図がある。
彼女自身もアイドルだった過去を持ち、当時プロデューサーだった高木社長と共に活動していたことがある。単行本の後書きの4コマ漫画で現役時代の活動の一端を見ることができる。一気にトップアイドルまで上り詰めたが、高木社長に恥ずかしい格好（セーラー服など）をさせられたこともあるらしい。なお、当時は髪型がロングヘアだった。

### DNAプロ
漫画『relations』に登場。
佐野 美心（さの みこころ）
美希がオーディションで出会ったDNAプロ所属アイドル。地味な印象の眼鏡っ娘だがその実力は抜きん出ており、3年ぶりに参加したオーディションTOP×TOPであっさり合格してしまうほど。ただし彼女自身は人気や大きなステージには興味なく、老人ホームの慰問コンサートなど小さな会場を中心に活動している。
元ネタはゲーム内のオーディションに登場するCPU名の佐野美心。
藪下 幸恵（やぶした ゆきえ）
佐野美心の担当プロデューサー。主人公の先輩で、かつての同僚。美心の素質を見抜きスカウトしたものの、頑としてメジャーな仕事を請けようとしない彼女に嘆いている。性格はやや軽いが先輩としての態度も取れる、頼れる女性。千早の問題点もしっかり見抜いていた。
元ネタはゲーム内のNPC名称（名字はプロデューサー名、名前はユニット名から）。

### 東豪寺プロ
漫画『relations』に登場。所属アイドル、東豪寺麗華の実家である東豪寺グループを母体とする大手芸能事務所。
東豪寺 麗華（とうごうじ れいか）
声：今野宏美（第1巻初回限定版付属ドラマCD）
3人組アイドルユニット「魔王エンジェル（まおうエンジェル）」のリーダー兼プロデューサー。律子（高校3年生）と同世代の17 - 18歳。東豪寺プロ所属にして、資産家である東豪寺家の令嬢。水瀬家とは家ぐるみの付き合いであり、伊織は幼い頃からの友人。
かつては実家の金や権力に頼らず真剣にアイドルを目指していたが、憧れのアイドルユニット「雪月花」の醜い本性を知り豹変、東豪寺グループの力で雪月花を業界から干してしまった。以来ファンの存在を自分の手駒としか思わず、ライバルに対して妨害工作を仕掛けたり、オーディションでは審査員を買収、他の事務所から多数のアイドルを強引に引き抜くなど最大限に汚い手を使った自分たちが頂点に上り詰めることで、アイドルなど虚像でしかないことを世間に知らしめようとしている。胸が大きいように見えるが、本当はパッドを装着している。
作者の上田夢人によると、実は『SP』にこの魔王エンジェルが登場する話もあったらしい。
ユニットの元ネタはゲーム内のオーディションに登場する擬装NPCの「魔王エンジェル」で、ゲーム本編では声・キャラ設定共にない。
漫画『The world is all one !!』では、IA大賞グランドファイナルに登場し、フェニックスレッド賞を受賞している。セリフなどは一切無く個人名も出ないが、3人の容姿は『relations』と同じ。
朝比奈 りん（あさひな りん）
声：阿澄佳奈（第1巻初回限定版付属ドラマCD）
「魔王エンジェル」のメンバー。17 - 18歳。やよいに似た感じのツインテールが特徴。無邪気に酷いことを言う小悪魔的、というよりも典型的な腹黒キャラ。
名前の元ネタはNPCユニット「あさひなりん」。
三条 ともみ（さんじょう ともみ）
声：茅原実里（第1巻初回限定版付属ドラマCD）
「魔王エンジェル」のメンバー。17 - 18歳。ショートカットで長身。無口。
名前の元ネタは同名のNPCユニット。

### こだまプロ
テレビアニメ版第10話・漫画版「THE IDOLM@STER」第十二話に登場した芸能事務所。人気アイドルユニット「新幹少女」（しんかんしょうじょ）がアイドル運動会に参加する。第21話で春香たちが出演したアイドル番組「IDOL JAM」のチラシや会場の出演者一覧に姿と名前が確認できる。第23話にも背景のポスターに1カットのみ登場し、スポーツもののバラエティー番組でレギュラーを務めていることが描写された。なお、親会社「こだまコーポレーション」の筆頭株主は伊織の実家である水瀬グループ。音楽CD『Jupiter』にも名前のみ登場し、「新幹少女のギリギリグラビア」でジュピターの3人を虜にした。劇場版および『シンデレラガールズ（TVアニメ版）』においても背景ポスターなどにその姿が描かれている。
ひかり
声：日笠山亜美
「新幹少女」のメンバー。竜宮小町や765プロを疎ましく思っているようで、運動会に勝つことで追い落とそうとする。仮装障害物競走に出場するが、やよいと衝突し1位を逃してしまい、それを理由にやよいに嫌味を言い意気消沈させた。その後、借り物競走の競技中に喧嘩をする失態を演じ1位を逃した伊織と真にも3人で嫌味を浴びせたが、のぞみが真に惚れてしまい未遂に終わる。青みがかった黒髪ロングヘアーと、赤い花の飾りを付けていることが特徴。劇中では何かと3人の中心に立つことが多く、事実上のリーダー格的な描写がされている。事務所対抗リレーにおいては最終走者を務め、負傷中の真と首位争いを演じた。漫画版「THE IDOLM@STER」第十二話では、偶然にも仕事で765プロと共演する事になってしまう。流石に運動会で負けた事で反省したのか、運動会でやよいに浴びせた言葉を撤回し、和解した。
つばめ
声：斎藤桃子
「新幹少女」のメンバー。黒髪ツインテールが特徴。三輪車競走に出場し、美希に敗れはしたがカメラアピールは成功させる。借り物競走には出場しなかったが、伊織たちには嫌味を言いにあらわれているが、のぞみが真に惚れてしまい未遂に終わる。事務所対抗リレーではやよいと同じ出走で、追い抜きざまにやよいに嫌味を浴びせるも、最終的に敗北した事で不機嫌な様子を見せた。漫画版「THE IDOLM@STER」第十二話では、相変わらず765プロに対して意地悪な発言を繰り返すも、やよいを含む出演メンバーに対して「オーラが出てきたじゃん」とその成長を認める発言をしている。
のぞみ
声：庄子裕衣
「新幹少女」のメンバー。茶髪。パン食い競走に出場し1位となるが、カメラアピールは最下位のあずさにもっていかれた。その後借り物競走にも出場し、敗れた伊織たちに嫌味を言おうとするが、その際に真に一目惚れしてしまい、彼女を「真様」と呼ぶほど慕うようになったため（新幹少女が優勝したら付き合ってもらおうと思っていた）、ひかりとつばめを仰天させた。事務所対抗リレーでは第一走者を担当するが、響に一瞬で振り切られ、その駿足に驚愕している。最終的に敗北した際には敗れた事で大号泣した。アイスクリームは抹茶味が好きらしい。漫画版「THE IDOLM@STER」第十二話では、相変わらず真に対してベタ惚れで、真と仲の良い様子を見せていたやよいと響に嫉妬していた。
「新幹少女」のプロデューサー
声：三浦潤也
オールバックに眼鏡の男性。担当アイドルの「新幹少女」を優勝させるため、765プロのプロデューサーに「業界のお約束」を口実に手を抜くように圧力をかけるが、逆に伊織から実家の水瀬グループの威光を盾に正々堂々と対決するよう圧力をかけ返される。その後は765プロの活躍にうろたえるだけで、その無様さは黒井社長から「小物」の一言で切り捨てられるほど。漫画版「THE IDOLM@STER」第十二話では、最初はプロデューサーに嫌味を浴びせるが、会話の中で自らも担当アイドルを信じていることを発言し、同じプロデューサーとしてのライバル意識を見せている。

### コスモプロ
漫画『Colorful Days』に登場。人気アイドルユニット「コズミック20」（作中ではシルエットのみ）を擁する大手事務所。
天王寺 うらら（てんのうじ うらら）
「プチプラ☆ネット」のメンバー。ポニーテールを2つに分けている。トップになるためならばどんな手段でも使ってなると考えている。最後は765プロのやり方も認める。
逢海 キサラ（おうみ キサラ）
「プチプラ☆ネット」のメンバー。ロングヘア
古渡 恵衣（ふるわたり めい）
「プチプラ☆ネット」のメンバー。ショートヘア
笹本（ささもと）
コスモプロのプロデューサー。ヘアバンドで無精髭の男、タバコを吸う。千早をコスモプロにスカウトするも断られる、765プロのアイドル達に「Colorful Days」を書き下ろし提供しライブに協力する。最後は社長に歯向かいコスモプロが行った不正をメディアの暴露、社長とともに謝罪した。
大伴（おおとも）
コスモプロ社長。金と権力を使ってライバルを潰してきた、若い頃黒井社長に敗れ信頼は金の前では無力と考えるようになった。

### ゴールドプロダクション
漫画『Jupiter』に登場。961プロを辞めた「Jupiter」の3人が移籍した事務所。
金田 百合子（かなだ ゆりこ）
ゴールドプロダクション社長。「時は金なり」と書かれた扇子を持っている。翔太からは「カナちゃん」と呼ばれている。
小嶋（こじま）
移籍してきた「Jupiter」の担当を務めるマネージャー。サングラスをかけた長身の男性。威圧的な雰囲気とは裏腹に声と気が小さい。

### その他のアイドル・芸能人
五神 武彦（ごかみ たけひこ）
声：若本規夫
ドラマCD『Scene 05』に登場するゲストキャラクター。キャスト表では「武彦」だが、あらすじでは「恒彦」と記載されている。2編のうち、「温泉編」に登場。芸能界の大御所と呼ばれる大物俳優で、非常に気難しい人物という評判が立っている。春香・千早・雪歩・真・亜美真美と、温泉番組の収録に参加する。
アンディ・ブルース
声：天田真人（現・四反田マイケル）
ドラマCD『NEW STAGE 02』に登場するゲストキャラクター。世界的ハリウッドスターにして高木社長のペンフレンド。新作映画の宣伝のため来日しており、更に主題歌を歌うアーティストを探しに765プロダクションを訪れる。
雪月花（せつげっか）
漫画『relations』に登場するアイドルユニット。「雪（ゆき）」「月（つき）」「花（はな）」の3人で構成されている。リーダーは雪。
卑怯な手段でアイドル活動をしていたが、そのことが「雪月花」の大ファンだった東豪寺麗華の怒りを買い、メンバー共々彼女の権力によって芸能界から追放されてしまう。
その後の消息や、所属事務所の有無は不明。
ユニット名の元ネタはゲームに登場したNPCユニット「雪月花」で、魔王エンジェルや佐野美心同様に特にキャラ設定はない。さらにNPC「雪月花」の元ネタは、バンダイナムコゲームス（旧ナムコ）が提供している写真シール機・花鳥風月シリーズの「雪月花」。
『2』では、NPCとして「雪月花」の他に、「雪」「月」「花」がそれぞれソロで登場している。
漫画『The world is all one !!』では、魔王エンジェル同様にIA大賞グランドファイナルに3人ユニットで登場。スノーホワイト賞を受賞している。
神長 瑠衣（かみなが るい）
声：久川綾
ドラマCD『Eternal Prism 01』に登場するゲストキャラクター。かつて伝説のアイドルとして活躍した人気女優で、春香は彼女の大ファンである。自身のヒット曲「ストレートラブ!」を受け継ぐアイドルを選ぶためオーディションの開催する。性格は至って気さくで人当たりの良い好人物ながら、審査員としての厳しさも見せる。
また、劇中作のヒーローアニメ「ヤキニクマン」に萌えキャラの声優として出演している。
サイネリア / 鈴木 彩音（すずき あやね）
声：ゆりん
年齢：18歳 / 身長：147cm / 体重：39kg / スリーサイズ：B73/W54/H78 / 血液型：AB型 / 誕生日：12月14日 / 出身地：神奈川県 / 趣味：カラオケ
絵理の知り合いのネットアイドル。金髪ツインテールとそばかすが特徴。元バンダイナムコゲームスの梶岡ディレクターはWebラジオで何故か彩子（あやこ）と呼んでいる。尾崎とは犬猿の仲で、本名をばらされてからは殊更に嫌っており、悪口の意味でもっぱら「ロン毛」と呼んでいる。自分のファンには「ネリア様」と呼ばせているらしい。
本編での年齢は18歳だが漫画『Innocent Blue』最終巻の後日談では年齢の表記が19になっており情報雑誌『ViDaVo』のウェブ版でのニュースライターとして働いている様子が描かれている（同時に○○○学院アキバ校にも通っている）。自身が年上ながら絵理のことを尊敬しているらしく「センパイ」と呼び敬語で話す。身長は愛より低い。
アーケード版、『2』および『ONE FOR ALL』では、NPCとして同名のアイドルが存在するが、本人なのかは不明。漫画『The world is all one !!』では、魔王エンジェル同様にIA大賞グランドファイナルに登場。フォレストグリーン賞を受賞したが、「サイネリアのみなさん」という呼び方で発表され、その容姿が描写されていないため『DS』のサイネリア本人なのかは曖昧。
『シンデレラガールズ』にはイベント「ディアリースタークエスト 〜夜桜奇譚〜」でボスキャラクターとして登場し、「ディアリースターコネクト ～絆のプロトコル～」でカードが実装。それに伴い、年齢以外のプロフィールも公開された。
桜井 夢子（さくらい ゆめこ）
声：矢作紗友里
年齢：15歳 / 身長：156cm / 体重：45kg / スリーサイズ：B84/W55/H82 / 血液型：B型 / 誕生日：10月24日 / 出身地：大阪府 / 趣味：料理
『DS』涼編でライバルとして登場する新人アイドル。非常に高い実力を持ち、業界では素直で真面目な努力家で通っているが、実際はトップに立つためなら手段を選ばず、密かにライバルとなり得るアイドルに対して嫌がらせなどを行っている非情な性格。ただ、あずさには懐いているらしく「お姉様」と呼び慕っている。
しかし、過去に「オールド・ホイッスル」に唯一アイドルとして出演した千早のように、番組史上2人目のアイドルとして出演すると言う願いがあり、自分の願望に対する想いは強い。努力はするが目的のためなら手段は選ばないタイプ。
絵理編ではシナリオ中脇役として顔見せ程度に登場するが、愛編ではサブイベントで名前が出るだけで本編にはまったく登場しない。
なお、『DS』予約特典内の冊子『ViDaVo!』では「フリーランス」と表記されているが、本編では時折事務所に所属していることを示すような発言をしている。
『シンデレラガールズ』にはイベント「ディアリースターハート 〜ラブキュン・バレンタイン〜」でボスキャラクターとして登場し、「ディアリースタードリーム ～魔法のコンチェルト～」でカードが実装。それに伴い、プロフィールが公開された。
近藤 聡美（こんどう さとみ）
「riola」の元メンバー。都市伝説の一つ「呪いのアイドル事務所」の舞台になった洋館で自殺したとされるアイドル。
「呪いのアイドル事務所」の話はネットで歪められた解釈であり、舞台となった事務所は洋館ではなく、現在765プロの在るビルである。また、聡美自身も自殺はしておらず、現在は一児の母親として静かに暮らしている。絵理の見立てでは24・5歳。
ゲーム本編ではグラフィックは無いが、漫画『Innocent Blue』では姿を見せている。
アーケード版および『ONE FOR ALL』では、NPCとして「riola」が登場するが、近藤と尾崎のデュオユニットなのかは不明。
初音 ミク（はつね ミク）
声：藤田咲
PS3版『2』でDLC「ミクオリジナル」および「ミクアペンド」をダウンロードするとゲーム後半に登場するVOCALOID。ステージフォーユーモードやフェスの対戦相手として登場するほか、どっとっぷTVのチャートにランクインすることがある。
『ゲロゲロキッチン』司会者
声：阪口大助
テレビアニメ版第4話で春香・千早・響・貴音の出演した料理番組『ゲロゲロキッチン』の司会者を務めるカエルのパペット。別撮りではなく黒子が操りスタジオ内を移動して出演者の間近に迫ってくる。煽り立てるような口調で番組を進行するが、番組の雰囲気について行けない千早を「ノリが悪い」と評した。
雪野 守（ゆきの まもる）
漫画『Jupiter』に登場。作中で「Jupiter」と人気を二分する男性アイドル。その活躍を目障りに感じた黒井社長によって生放送のライブで妨害を受ける。本作では黒井社長のこの行為が、冬馬、ひいては「Jupiter」の離反を招くこととなった。
ブラックニードル
漫画『朝焼けは黄金色』に登場。プロデューサー時代の黒井が担当していたアイドルユニット。若宮一沙（わかみや かずさ）、香椎アオ（かしい あお）、久米うらら（くめ うらら）の3名からなる。
奥空 心白（おくぞら こはく）
声：田中あいみ
年齢：15歳 / 身長：157cm / 体重：45kg / スリーサイズ：B88/W56/H82 / 血液型：AB型 / 誕生日：7月26日 / 出身地：東京都 / イメージカラー：   
『スターリットシーズン』より登場するアイドルで、ダンスを動画で見ただけで再現できる才能の持ち主。趣味はマイブーム探し。かつては961プロ所属のアイドルだったが、相手の動きのコピーしかできず自分なりの表現が出来ない問題により母・眞弓にアイドルを辞めさせられた。街でパントマイムをしている所で765プロのプロデューサーにスカウトされ、夏までに自身の抱えている問題を解決することを条件でアイドル活動を再開する。エンディング後は母が立ち上げた0936プロに所属する。
亜夜同様、指名で田中あいみが起用された。田中はファミ通とのインタビューの中で、過去に『アイマス』関連のオーディションに何度も失敗してきた一方、作品に深くはまり込んでいったとも話している。
田中は心白のキャラクター性について、人当たりがよい反面本心が読めないところがあり、ともすれば嫌われてしまうおそれがあると述べており、心白を演じる中で非常に鈍感な人物であることに気づいたと話している。
物語では、心白がゆっくりと自分のしたいことを理解していく展開となっているため、演技に当たってはグラデーションのように滑らかに変化することを意識したと田中は話している。

## 審査員兼DJ
オーディションの3人の審査員。また、彼らはタワーに流れるランキングを紹介するDJも兼ねている。彼らの声はタワーでのみ聞くことができるため、声はアーケード版にのみ存在する。
歌田 音（うただ おと）
声：中村繪里子
ボーカルの審査員兼ボーカルマスターのDJ。3人の審査員兼DJの中では、一番まともな性格をしている（ただし、不合格者に掛ける言葉はキツ目）。オーディション画面上では赤いのが彼女。口癖は「要チェックです!」。名前の元ネタは歌手の宇多田ヒカルから。
漫画『アイドルマスター』やテレビアニメ版第1話のオーディション場面で、それらしき人物が登場している。
軽口 哲也（かるぐち てつや）
声：細井治
ダンスの審査員兼ダンスマスターのDJ。クラブのDJのようなノリをしている。オーディション画面上では青く表示されている。口癖（合言葉）は「Check it!」。名前の元ネタはダンスユニットTRFのプロデューサー・小室哲哉から。
『MASTER ARTIST FINALE』にトーク・ゲストとして名前が載っているが、肝心のトークパートに彼の出番は無く、音無小鳥 featuring Tの新曲「ID:[OL]」の曲中のラップが、彼の唯一の出番である。また、2008年新年に、THE IDOLM@STER公式サイトのトップ画像がアイドルたちの新年祝賀コメントがランダムに表示されるものになっていたが、その中に審査員のものが隠れており、審査員代表として彼がコメントを書いている。
ライブイベントでも登場することがあるため、3人の審査員の中では比較的出番が多い。
漫画『アイドルマスター』やテレビアニメ版第1話のオーディション場面で、それらしき人物が登場している。『2』および『No Make!』には、名前だけ登場する。
山崎 すぎお（やまざき すぎお）
声：細井治
ビジュアルの審査員兼ビジュアルマスターのDJ。オカマのような口調と性格をしている。オーディション画面では黄色で表示されている。母は山形県、祖母は島根県在住。名前の元ネタは山咲トオルとおすぎから。
テレビアニメ版第1話のオーディション場面で、それらしき人物が登場している。

## 芸能記者

### 『1st Vision』の芸能記者
オーディションの結果次第でプレイヤーのユニットを取材対象にする。ゲームシステム上の効果はTHE IDOLM@STER#芸能記者を参照のこと。
善永（よしなが）
通称「敏腕記者」。取材対象のユニットを特別取材して良いイメージの記事を書く。
漫画『relations』では、千早にインタビューする女性記者として登場した。
悪徳 又一（あくとく またいち）
通称「ゴシップ記者」。取材対象のユニットをストーキングして悪いイメージの記事を書く。
『DRAMA CD Scene 04』ではあずさから平手打ちを食らって以来、ファンになってしまったらしい。

### 『2』の芸能記者
『2』に登場する記者。記者ごとに密着取材で影響を受ける項目が異なり、すべての記者がプラス・マイナスいずれの効果にもなりうる。
安宅 純（あたか じゅん）
密着取材ではボルテージの増加量に影響する。
有明 仁（ありあけ じん）
密着取材ではファン獲得数に影響する。
小柴 徹（こしば とおる）
密着取材ではレッスンの効果に影響する。
金丸 大蔵（かなまる たいぞう）
「アイドルが生み出す経済効果」をテーマにする記者。密着取材では獲得できるマニーの量に影響する。
山原 太郎（やまはら たろう）
芸術家でありながら記者でもある変わった経歴の人物。密着取材ではすべてのレッスン・仕事の成果に影響する。

### テレビアニメの芸能記者
以下の記者はテレビアニメおよびアニメコミカライズに登場する芸能記者で、ゲームには登場しない。
善澤 充昭（よしざわ みつあき）
声：星野充昭
フリーライター。765プロによく顔を出して社長と談笑し、取材と思しき活動が見られないことから、アイドルたちからは社長の茶飲み友達だと思われていた。実際には記者としては有能な人物であり、デビューの決まった竜宮小町の記事を書いたほか、765プロ1stライブの成功も取り上げ765プロが躍進するきっかけとなる。社長とは旧知の仲らしく、黒井社長との因縁についても知る人物。劇場版では社長が何かを考えていることを察するが、はぐらかされてしまう（いつものことらしい）。合宿所にも様子見に訪れている。
『シンデレラガールズ』にも登場し、第6話では「new generations」と「LOVE LAIKA」にインタビューを行っている。第13話と第22話にも台詞はないがワンカット登場している。
『SideM』にも登場。「Episode of Jupiter」では961プロを退社し再出発したJupiterの記事を書いた。Jupiterについては彼らのデビュー直後から記事を取り扱っており、3人からの信頼も強い。315プロの斉藤社長とも交流がある模様。第3話では「DRAMATIC STARS」にインタビューを行っており、その際に登場した名刺から下の名前が判明。
『ミリオンライブ！』にも登場。劇場とMILLIONSTARSのお披露目記者会見に出席し、MILLIONSTARS Team1stのプレオープンステージを鑑賞した。
しかし『シャイニーカラーズ』には登場せず、アイマスアニメ皆勤記録がついに途絶えることとなった。
渋澤（しぶさわ）
声：松本大
黒井社長と親しいゴシップカメラマン。黒井社長の指示で、765プロのスキャンダルを狙う。本人いわく柔道黒帯だが、それに慢心したため、プロデューサーと貴音の連携によって失態をさらす。劇場版には登場しない。

### その他の作品の芸能記者
亜久徳（あくとく）
漫画『NeueGreen』に登場。『週刊456（ジゴロ）』というゴシップ週刊誌の悪徳記者。真と涼にしつこく付き纏い、特にデビューしたての涼を巧みな話術で罠にはめようとする。

## アイドルの親族・関係者

### 765プロ関係
春香の母
声：半場友恵（テレビアニメ）
テレビアニメ版第24話に声のみ登場。ムック本ではイラストで登場する。
菊地 真一（きくち しんいち）
声：星野充昭（真誕生日記念ドラマCD）
真の父。職業はレーサー。
真をレーサーとして育てようと彼女をレーシングカートに乗せていた時期があるなど、真が男っぽく育ったのは彼の育成方針による面が大きい。
見た目は「真が渋いおじさんになった感じ」の美形のようだが、的外れな親父ギャグを言ってよく真を呆れさせている。また、レースだけでなく格闘技全般を嗜む。レースは悪天候時の方が強いなど、根性で勝負するタイプで、真にも様々な面で受け継がれている。真とは親子喧嘩をすることも多く厳しく当たっているが、誕生日記念ドラマCDでは春香に「真のお父さんは真のことが好きすぎる」と言われている。
如月 優（きさらぎ ゆう）
声：今井麻美
千早の弟で、現在は故人。ゲーム本編・小説版では名前は不明だったが、テレビアニメ版第20話の千早の台詞で明らかにされた。漢字表記は同話の字幕とアイマスタジオ第34回で明かされている。
死亡原因は、数年前に発生した交通事故。彼の死を境に千早の家庭は崩壊状態となり、ストーリー中で両親は離婚してしまう（テレビアニメ版ではすでに離婚している）。千早が歌に執着するようになったことや現在の性格が形成された切っ掛けとなった人物で、アーケード版から存在は語られているが、彼らしき人物の台詞が初登場したのは『2』から。
テレビアニメ版では写真・回想シーン・幻影として登場。髪の色や目元など、容姿のよく似た姉弟であったことがわかる。また、千早が彼の死に囚われ続けている描写もされている。第20話では台詞も付けられている。
また、彼のスケッチブックには、年齢の割にしっかりした線や色遣いで、千早と自分（優）の絵が描かれていた。
事故の経緯は語られていないが、テレビアニメ版では8歳の千早と、小説版では母親と一緒にいた時に、事故が発生したとされている。
如月 千種（きさらぎ ちぐさ）
声：平松晶子（テレビアニメ）
千早の母親。ゲーム本編・小説版では名前は不明だったが、テレビアニメ版第17話で明らかにされた。元々は仲の良い家族だったが、息子の優（千早の弟）の事故死をきっかけに家庭が崩壊したと、ゲームで千早の口から語られている。離婚後は母親として千早の親権を引き取る。
小説版では第1巻のストーリー中に台詞つきで登場し、「（夫といると）自分を抑えられない」と語り、離婚を決意していることを明かす。また、千早のアイドル活動についても「千早の好きにすればいい」と放任し、芳野に千早を事実上丸投げしてしまう。
テレビアニメ版では、第17話で千早の携帯電話の着信相手として名前が初めて登場したが、明確に母親だとは触れられなかった。第19話の千早が墓参りをしているシーンで姿のみ登場し、第20話で本人が登場。髪の色や目元など、容姿は千早とよく似ているが、やつれた顔つきで後ろに結んだ髪はボサボサになっている。千早との親子関係は、顔を合わせると喧嘩になるだけというほど悪化している。それでも千早のことを気にかけていたようで、自分に代わって息子・優の遺品であるスケッチブックを千早に渡してほしいと春香に託した。劇場版には直接登場はしないが、千早との関係が改善されていることが千早の口から語られている。
千早の父
名前は不明。テレビアニメ版第16話では、千早が見ていた夢にシルエットという形で姿のみ登場。ゲーム中でも登場したことはないが、断片的には語られている。
小説版では第1巻のストーリー中に台詞つきで登場。息子の事故死の原因や千早のアイドル活動について、妻に責任があると主張。アイドル活動についても完全に否定し、最後までその態度を変えることはなかった。離婚の成立後は登場しない。
やよいの父
やよいの父親。『2』で初めてセリフ付きで登場した。『プラチナアルバム』にもそれらしき人物が描かれている。アニメ第7話にもエンディングの直前に少し登場したが、台詞はなく顔も新聞で隠れていた。
やよいの母
テレビアニメ版第7話に後姿のみ登場。『プラチナアルバム』にもそれらしき人物の後姿が描かれている。
高槻 長介（たかつき ちょうすけ）
声：沼倉愛美（『Eternal Prism 02』） / 中嶋ヒロ（テレビアニメ）
ゲーム中で名前のみ登場していたやよいの弟で、長男。声つきでの初登場はドラマCD『Eternal Prism 02』。後にテレビアニメ版第7話で『2』の設定時の彼が登場し、声優も変更された。兄弟姉妹の中では、やよいに次ぐ年長者である。『プラチナアルバム』にもそれらしき人物が描かれている。
高槻 かすみ（たかつき かすみ）
声：吉田真弓（テレビアニメ）
やよいの妹で、高槻家の次女。9歳。営業パートで名前のみ登場。ドラマCDでも声は当てられず『プラチナアルバム』でそうと思しき人物が描かれているだけだったが、テレビアニメ版第7話で登場。声も新たに設定された。顔立ちはやよいとほぼ同じだが、髪型がおさげではなくてシニヨン。長介より年下だが、「お兄ちゃん」と呼ばずに「長介」と呼んでいる。やよいには「お姉ちゃん」と呼んでいる。
『ミリオンライブ!』にも登場。2014年4月1日から14日に行われたエイプリルフールキャンペーンにて追加された。アルバムでは「高槻やよい」の枠に追加される。プロフィールは年齢以外全て不明となっている。
高槻 浩太郎（たかつき こうたろう）
声：中嶋アキ（テレビアニメ）
やよいの弟で、次男。営業パートで名前が語られたことがなく、その名前は不明だったが、テレビアニメ版第7話で登場し同時に声も設定された。『プラチナアルバム』にもそれらしき人物が描かれている。
高槻 浩司（たかつき こうじ）
声：中村繪里子（『Eternal Prism 02』） / 高下三佳（テレビアニメ）
やよいの弟。営業パートでは名前のみの登場。ドラマCDより年齢は2 - 3歳前後。『無印』『SP』『DS』の時点では一番下の弟だったが、『2』では四番目の末の弟・浩三が登場したため、三男になっている。声つきでの初登場はドラマCD『Eternal Prism 02』だったが、テレビアニメ版に再登場する際、声優が長介同様に変更されている。『プラチナアルバム』にもそれらしき人物が描かれている。
高槻 浩三（たかつき こうぞう）
声：高下三佳（テレビアニメ）
やよいの弟で、四男。『2』で新たに登場した6人目の兄弟。名前の漢字表記はテレビアニメ版第7話の字幕で公表されている。まだ赤ん坊なので具体的な台詞はなく、エンディングのカットにも唯一いないほか、『SHINY FESTA ファンキーノート』のアニメにもやよいの兄弟姉妹として唯一登場していない。
新堂（しんどう）
声：麦人
水瀬家に仕える執事。伊織絡みのイベントやドラマCDなどで登場している。伊織の信頼を得ており、彼女の相談を受けたりするシーンもある。テレビアニメ版では第7話に登場。『SHINY FESTA ファンキーノート』のアニメにも登場している。
星井 菜緒（ほしい なお）
美希の姉。Xbox 360版で、台詞やグラフィックは無いがゲーム内に登場しており、「シアターデイズ」にてビジュアルが判明した。19 - 21歳。
教師を目指して勉強中の学生で、甘い両親に代わって美希を叱ることもあるらしいが、姉妹仲は良好。プロデューサーもスーツ姿を「綺麗」と褒めている。しかし、美希曰く自分に胸のサイズで負けている（Dカップ）ことを気にしているらしく、毎晩風呂上がりに鏡の前で胸を揉んでいるとのこと。
ハム蔵（はむぞう）
声：中村繪里子
我那覇響のペットのハムスター。ゲーム中も名前だけ登場し、逃げ出して騒動を起こしている。テレビアニメ版では度々事務所に連れてこられたり収録現場に姿を見せるが、ゲーム同様に逃げ出して騒動を起こす一方、自身がトラブルに巻き込まれることも多い。しかし、ハムスターでありながら響と意思疎通が可能で、響に的確なアドバイスをしたり、番組の進行を完璧に把握して響に伝えるなど、その能力はハムスターの領域を遥かに超えている。なお、テレビアニメ版第1話の台本では単独で表紙を飾っている。
第1話で亜美真美から「ハム蔵も男よのぅ」と評されたり、事務所の慰安旅行でプロデューサーと一緒に男湯に入っていることから、性別は雄と思われる。また、誕生日は響と同じ10月10日。
『ミリオンライブ!』でも響のカードにたまに映り込んでおり、響以外のキャラクターの立ち絵に入り込んでいることもある。
いぬ美（いぬみ）
声：神原大地
我那覇響のペットの犬。初出は『SP』。非常に大きなセントバーナードで、プロデューサーは『SP』では「熊」、『2』では「怪獣」「化け物」とその大きさを形容している（テレビアニメ版では極端に巨大な犬とは描写されず、通常のセントバーナードより少し大きい程度にされている）。『SP』では人を見ると悲鳴を上げて逃げ出すため散歩が早朝にしかできないと語られている。プロデューサーはなぜかいぬ美に異様に懐かれてしまう。
テレビアニメ版ではハム蔵同様に普通のセントバーナードを超える能力を持ち、響との完璧な意思疎通も可能。一時響と不仲になるものの、ハム蔵の知らせで他の動物たちと共に、響のピンチに駆けつけた。
アニメ版では16話で春香が「いぬ美ちゃん」と呼んでいる、ブラックファルシオン3世が好意を持っていることから性別は雌と思われる。
『ミリオンライブ！』でも響のカードにたまに映り込んでいる（響以外のカードに単独で登場したこともある）。劇場版には登場しないが、合宿中は音無小鳥が面倒を見ていたことがコミック版で語られている。
音無 琴美（おとなし ことみ）
小鳥の母親で、現在は故人。テレビアニメ版第21話で春香たちが高木社長に招待されたバーに飾られていた写真に登場。作中では母親とは触れられていない。写真には若い頃の高木社長・黒井社長・善澤記者・バーのマスターと写っている。容姿は小鳥と瓜二つだが、ショートヘアの小鳥とは違い髪型がロングヘアで、ホクロの位置も口元にある小鳥とは異なり右目の目元にある。
なお、小鳥の母親について初めて語られたのは『L4U!』初回版の特典冊子。高木（順一朗）社長曰く、小鳥の声は母親譲りであるという。
漫画『朝焼けは黄金色』で名前と経歴が明らかにされた。高校時代に吹奏楽部員として野球部の応援に行った際に順二朗と出会ったことでアイドルとなり、実家のビデオテープで何本か撮り貯めできるほどには活動していたようだが、何らかの理由でイベントをドタキャンし、失踪騒動を起こし引退。その2年後に小鳥を産むも、病弱だったこともあり夫とは籍を入れておらず、小鳥が幼少期の頃に亡くなっている。小鳥は母の死後、祖父母の元に引き取られたが、琴美が娘の出産2ヶ月前に善澤記者に口止めさせたこともあり、順二朗は高校時代の小鳥と出会うまで琴美の死も娘の存在も知らなかった。
実は練習中に肺動脈性肺高血圧症を患っていたことが判明したため、ライブを降板させようとした黒井と彼女に負担にならない形でライブを決行しようとする順二朗で対立が生じ、最終的に黒井の意見を受け入れ順二朗の元を去り、その結果順二朗は黒井が立てた代役を拒否してライブを中止させ、さらに琴美の意向で病状を公表しなかったことで世間の批判を一手に受けることとなり、以来事務所の圧力によりその存在は報道各局が一切扱わない業界のタブーとなったというのが失踪事件の真相である。

### その他のアイドルの親族・関係者
日高 舞（ひだか まい）
声：柚木涼香
愛の母親。29歳。アイドル業界は勿論、一般人にさえ「伝説のアイドル」とまで言われている元国民的アイドル。デビュー（13歳）から引退（16歳）まで、ファーストシングルから出したCDが5連続でミリオンを記録し、それ以外の曲も大ヒットしている。あまりの売れ行きに「新曲を出すたびに高層ビルが一つ建つ」とまで言われた。IU優勝経験者のみが得られるSランクの称号を得ており、絵理編では脇役として顔を見せている。漫画『朝焼けは黄金色』では彼女の引退がアイドル冬の時代を引き起こしたとされている。
「ライバルなんて存在せず、ずっと一人でトップを走り続けることに飽きた」ため、およそ3年活動して引退し現在は専業主婦。至って家庭的な人物だが、性格は自由奔放にして大胆不敵、自信家にして豪快。代表曲にしてアイドル史上に残る最大のヒット曲である「ALIVE」には非常に思い入れがあり、愛が幼い頃には子守歌代わりに歌って聞かせていた。引退後もその影響力は大きく、石川社長も当初は愛を「舞の娘」というネームバリューを生かした2世タレントとして売り出そうとしたほど。
愛の芸能活動が軌道に乗っていったことをきっかけに電撃復帰し、愛の前に立ちはだかる。復帰後も実力は衰えておらず、オーディションで対決した雪歩を全く寄せ付けず圧勝したうえ、番組出演の際一本当たりのギャラは800万円（本人曰く時給にして350万円）と元アイドルとしては破格の待遇を得ている。愛の最大のライバルとなるが、親子関係は良好で、デビューしたての彼女にアドバイスを送ったり、ライブの差し入れにチョコレートを渡したりと、愛のアイドル活動には協力的である。一方でCD売り上げが愛より低いと弁当に彼女の嫌いな梅干しを8個も入れるなど、大人気のない行動をとったりもする。
バラエティに関しては含むところがあるらしく、「一度色物として見られたらまともなアイドルには二度と戻れない」と厳しい一言を愛に投げかけている。
漫画『Nuue Green』では絵理と涼が愛の家で876プロ感謝祭でファンに配布するクッキーを焼くときに2人を出迎える。
その際、涼に対して男性であるという事を知っていると囁き、涼が2人に秘密をばらされるのではないかとヤキモキしている様子を楽しみ。帰り際に涼の家事性格可愛さ面白さから愛と結婚して婿に来ないかと冗談半分で提案した。
『シンデレラガールズ』にはイベント「ディアリースターナイト 〜聖夜のキセキ〜」でボスキャラクターとして登場。松山久美子は彼女を「アイドル界のレジェンド、問題児」と評している。
奥空 眞弓（おくぞら まゆみ）
声：勝生真沙子
心白の母親。大女優であり、高木社長とも旧知の仲。心白のアイドル活動には反対していたが、夏までに娘の問題を解決するという条件でプロジェクトルミナス加入を認める。幼少期から娘に自身が持つ能力を学ばせる為に色々指導を行ってきたが、自分なりの表現が出来ず人のコピーしかできないという問題に気付き、娘にアイドルを辞めさせた。エンディング後は自らの事務所「0936プロ(オクゾラプロ)」を立ち上げる。

## その他の登場人物
ヤキニクマン
声：串田アキラ
亜美真美が主題歌を歌っているヒーローアニメの主役。『MASTER LIVE 01』では真美が歌う「おはよう!! 朝ご飯（REM@STER-A）」で真美と共演を果たしている。さらに、「Go to the NEW STAGE! THE IDOLM@STER 3rd ANNIVERSARY LIVE」に「ヤキニクマン」として、串田アキラ本人が出演した。
その後、ドラマCD『Eternal Prism』でゲストキャラの神長瑠衣が出演していること、第3期が放送中であること、『MASTER ARTIST 06』や『SP』のコミュパートでキムチちゃんというキャラの存在が断片的に語られていたが、テレビアニメ版第7話においてヤキニクマン本人が劇中アニメに登場。その姿が明らかになっている。
モモちゃん
Xbox 360版に登場する、亜美のファンの少女。難病で入院している。
妖精さん
Xbox 360版のアイドラにのみ登場する、古びたコンサート会場の化身である妖精。
友美（ともみ）
名字不明のあずさの親友。中学から短大まであずさと同じ学校に通っていた。ゲーム中台詞や姿は出たことはないがイベントで登場しており、抜け駆けはしないという約束をしていたが先に結婚して結果的に抜け駆けしてしまう。ドラマCD「NEW STAGE 02」では、合コンが好きとも語られている。
テレビアニメ版では第8話にあずさのメールの相手や電話の相手として登場しているが、台詞はなく声も付けられていない。あずさ役のたかはしはDVD・BD第3巻のオーティオコメンタリーであずさとは対照的な性格ではないかと思う、と答えているほか、いつかあずさと一人二役で演じてみたいとも述べている。
武田 蒼一（たけだ そういち）
声：鈴木達央
「オールド・ホイッスル」の制作者として知られる敏腕プロデューサーの一人。作曲家としての顔も持ち曲としては聴く人が聴いたらテクノ系に聞こえるらしいが本人はこれをテクノ系と言ったら本職に怒られると評している。女性アイドルとして通していた涼の正体を骨格などで見破った。
涼が千早と対決するにあたり涼に作曲を依頼され｢Dazzling World｣をオーディション直前ぎりぎりで完成させ、後日振り付けのビデオを送った。
歌に対する造詣は広くアイドルソングや演歌、アニメソングに至るまであらゆるジャンルを問わずに聞いている。
歌が宣伝や広告により売り上げや知名度が左右される昨今の情勢を危惧しており、老若男女誰もが口ずさむような歌に関われる事を目指している。
涼にシンガーとしての才能を見いだし、涼の夢に自分の夢も託して、男性であることのカミングアウトを手伝い男性アイドルとしてデビューする後押しをした。
番組に出演できる人間は歌だけでなく、人間性の高さも併せて重視している。
その為過去にライバルに妨害行為をした夢子を突き放したが、涼のカミングアウトの後に小細工をせずに勝ち進んだら番組出演を考えると夢子に伝えるよう涼に言付けた。
梅昆布茶が好物。
『シンデレラガールズ』にはイベント「ディアリースターハート 〜ラブキュン・バレンタイン〜」でボスキャラクターとして登場する。
五十嵐 幸夫（いがらし ゆきお）
TV局の重役。「アイドル・クラシック・トーナメント」の主催者の1人で、五十嵐雄太の父親。
実は絵理の周りで起きていたアイドル妨害事件の黒幕。息子の雄太が尾崎に迷惑をかけたことへの罪滅ぼしとして行っていた。
五十嵐 雄太（いがらし ゆうた）
『DS』本編では名前のみの登場。765プロの在るビルにかつて存在した芸能事務所の社長。
この事務所には今は無きアイドルデュオユニット「riola」が在籍していた。
事務所の解散後は行方不明となっている。
大富（おおとみ）
『2』に登場する、エンペラーレコードの社長。四条貴音に対し求婚を迫る。
ヤスコ
衣装＆アクセサリーショップ「LUCKY RABBIT」を経営している有名スタイリスト。
BK、ヨド子
マニアックな衣装を扱っているショップ「BK MANIAC」を経営しているモグリの服飾デザイナーと店員の二人組。BK不在の時はヨド子が商品を1割引で売ってくれる。
漫画『The world is all one !!』にも登場。
ブンタ・アシゲ・モニョ
声：you-i（中村繪里子、今井麻美、仁後真耶子）
テレビアニメ版第7話の劇中劇「ヤキニクマン」に登場したキャラクター。正確にはゲームやドラマCDではなく、以前アニメイトTVで放送されていたウェブラジオ『アイドルマスター Radio For You!』のマスコット。担当声優の you-i はウェブラジオで誕生したユニットで、このキャラクターを作った本人たちである。
石油王
声：小野坂昌也
テレビアニメ版第8話に登場。色黒の美男子。海運王の娘に結婚を申し込み、代々伝わる指輪を贈るが、当の娘が政略結婚と思い込んで土壇場で結婚を拒否されそうになる。やや片言じみた日本語を話す。最終的には騒動の末に海運王の娘に改めて直接求婚し、無事結婚することができた。後の第13話で、ライブ会場にフラワースタンドを送っているが、名義は「石油王」となっていて、本名は不明である。また、相当の財力を持つ富豪であるらしく、第8話で起きた騒動の損害賠償を一手に引き受けたという。
多数の黒服SPを連れてはいるものの、あずさと花嫁を誤認したり真との格闘戦に負けてしまったりと、いささか頼りない。
海運王の娘
声：庄司宇芽香
テレビアニメ版第8話に登場。石油王が結婚を申し込んだ相手。石油王とは結婚が決まるまで直接対面したことがなかったらしく政略結婚と早とちりして拒否、そのまま逃げ出してしまう。結果、あずさが騒動に巻き込まれる原因を作ってしまった。最終的には騒動の末にあずさから渡された指輪を石油王につっかえそうとしたがその場に石油王本人が現れて直接求婚された結果、美男子だったこともあってか指輪をうけとりあっさり求婚を受け入れた。石油王同様本名は不明で、スタッフロールにおける役名表記は「花嫁」。海運王の娘であることはエンディング直前の雑誌記事で明かされている。
ブラックファルシオン3世
声：寺島拓篤
テレビアニメ版第16話に登場。響がいぬ美と不仲になったため、番組に参加しなかったいぬ美の代役として登場した犬。響は犬三郎と呼んでいるが気性が荒く、響でさえ扱いに手こずったほど。いぬ美がハム蔵の知らせで駆けつけ、番組収録に参加したためテレビに出演することはなかった。
アヤ
声：水橋かおり
ドラマCD『Scene 03』に登場するゲストキャラクター。15歳。春香・律子・伊織の出演するラジオ番組に電話で苦情を言った後、春香たちに挑戦状を突きつけ、渋谷で追いかけっこをする。
かねしろ あいり
声：矢島和葉
ドラマCD『Scene 04』に登場するゲストキャラクター。亜美とあずさのユニット「ミラーズ」のファンの女の子。亜美・真美にそっくりでこれがファンになったきっかけでもある。また、亜美・真美を一目で見分けることができ、2人が入れ替わりながらアイドル活動をしていることにも気が付いている。心臓に病気を持ち近く受ける手術の成功率は50%とのこと。360版『アイマス』の双海姉妹の休日コミュに似たような設定の“モモ”と言う人物が名前だけ登場する。
藪本（やぶもと）
声：松岡由貴
ドラマCD『NEW STAGE 01』に登場するゲストキャラクター。雪歩のクラスの委員長。
翔太（しょうた）
声：川上とも子
ドラマCD『NEW STAGE 03』に登場するゲストキャラクター。春香と千早の友達。千早が公園で歌の練習をしていた際偶然であったのがきっかけで春香たちと交流を持つようになる。春香たちからは「翔くん」と呼ばれる。無邪気な性格だがやや寂しがり屋で、千早にとっては弟を想起させる存在。御手洗翔太と名前が同じだが特に関係は無い模様。
田辺 せいじ（たなべ せいじ）
声：石井一貴
律子の誕生日記念グッズ『Sound of Raindrops』に登場する律子の同級生。レストランでアルバイトをしている。そこが律子たちの出演するドラマの撮影に使われることとなり、単なる同級生でしかなかった律子との関係が変化していく。名前の漢字表記は不明。
サンタクロース
クリスマス企画CD『Christmas for you!』のドラマパートに登場。聖夜によい子へプレゼントを持って来てくれるという老人、サンタクロースその人。電話越し・メール越しに登場したため、声はない。また、ちょっとスケベ。
当初はプロデューサーだと思われていたが、ドラマパートの最後で正体を明かした。
ゲーム本編にも一応名前だけ登場する。
小川（おがわ）さん
声：釘宮理恵
夏の企画CD『Vacation for you!』や『MASTER LIVE 02』のドラマパート・ボーナストークに名前だけ登場する人物。初期の765プロ社屋となっている雑居ビル1階にある居酒屋のアルバイト店員。小鳥曰く、ランチタイムだけシフトに入っている、25歳の女性。「念力でご飯をよそう、不思議系の人物」とも語っているが、事実ではないものと思われる。
声が伊織にそっくりで、765プロのアイドルたちでも見分けがつかない。律子が伊織と勘違いし、飛行場まで連れて行ってしまったこともあったという。伊織本人はそのことを不満に思っているが、伊織が小川さんと出会ったことは一度もない。
後に、ニコニコ動画にて2009年5月17日に開設された公式チャンネル「ニコニコアイマスch“たるき亭”」の店員として、同チャンネルのナビゲーター役を務めている。
テレビアニメでは、特別編に当たる第26話で登場し、初めてその容姿が明らかになった。台詞も用意され、声も当てられているがクレジットは無い。
小出（こいで）
小説版第2巻に登場。フルネーム不明。「スタジオGlasses」という小さなレコーディングスタジオのオーナー。実喜とは旧知の仲である。河野院の妨害工作によりレコーディングスタジオが使えないため、デビュー曲「ときめきのSummer Days」（小説版オリジナル）のレコーディング場所を提供したほか、コンサート会場も妨害工作で使えない律子たちにゲリラライブを行うことを持ちかけた。地味目な顔つきに大きな眼鏡が特徴の女性。彼女に会いに行く際、春香と雪歩はわざわざ伊達眼鏡をかけさせられ、元々眼鏡をかけている律子も「襲われそうになった」と述懐しているほどの筋金入りの眼鏡っ娘好き。
滝川（たきがわ）
小説版第2巻に登場。フルネーム不明。都心から5時間ほど車で行った先にある、山間の村の廃校となった小学校を改装した旅館のオーナー。実喜綾乃が合宿のため、律子らを伴ってこの老人の経営する旅館に1週間泊まり込んだ。
チャコ
小説版第2巻に登場。滝川の飼い犬。大人しい犬だが、犬が苦手な雪歩にとっては恐怖の存在と化している。また、犬であることが災いし、夕飯を食べられなかった律子たちの食料調達作戦において障害となってしまい、律子を悩ませたことも。
凌哉（りょうや）
漫画 『ブレイク!』に登場。裕太郎の友人にして天海春香のファン。765プロ社長代理兼プロデューサーとなった裕太郎に対し、校内の他の765プロアイドルファンたちと共に用意した誓約状への署名を迫る。
急原 蛾次郎（せくはら がじろう）
漫画『Neue Green』に登場。その名の通り、女性に対しセクハラ紛いの行為ばかりしているディレクター。亜久徳に話を持ちかけられて色々悪事を働いていたらしい。
篠原（しのはら）
漫画『Jupiter』に登場するカメラマン。ハワイで「Jupiter」の写真集の撮影をする。
こだわりの強い性格で、自分が納得するまで相手のスケジュールに関わらず撮影を延期することもある。
灰塚（はいづか）
漫画 『The world is all one !!』に登場。黒井社長の息がかかったテレビ局「901（グレイ）TV」の現場責任者。
一時期ソロの仕事も受けていた響を黒井社長の命により陥れようとするも、その事を察知したプロデューサーが駆けつけ失敗に終わった。